# Liste der Kulturdenkmale in Blasewitz (N–Z)
Die Liste der Kulturdenkmale in Blasewitz umfasst sämtliche Kulturdenkmale der Dresdner Gemarkung Blasewitz. Große Teile der Gemarkung (Ausnahmen sind Neugruna und kleinere Randgebiete) liegen im Denkmalschutzgebiet Blasewitz/Striesen-Nordost (in Kraft gesetzt am 28. März 1997).
Die Anmerkungen sind zu beachten.
Aufgrund der hohen Anzahl der Kulturdenkmale wurde die alphabetisch nach Adressen geordnete Liste in folgende zwei Teillisten untergliedert:
- Liste der Kulturdenkmale in Blasewitz (A–M)
- Liste der Kulturdenkmale in Blasewitz (N–Z)

Diese Teilliste enthält alle Kulturdenkmale von N–Z.

## Legende
- Bild: Bild des Kulturdenkmals, ggf. zusätzlich mit einem Link zu weiteren Fotos des Kulturdenkmals im Medienarchiv Wikimedia Commons. Wenn man auf das Kamerasymbol klickt, können Fotos zu Kulturdenkmalen aus dieser Liste hochgeladen werden:
- Bezeichnung: Denkmalgeschützte Objekte und ggf. Bauwerksname des Kulturdenkmals
- Lage: Straßenname und Hausnummer oder Flurstücknummer des Kulturdenkmals. Die Grundsortierung der Liste erfolgt nach dieser Adresse. Der Link (Karte) führt zu verschiedenen Kartendiensten mit der Position des Kulturdenkmals. Fehlt dieser Link, wurden die Koordinaten noch nicht eingetragen. Sind diese bekannt, können sie über ein Tool mit einer Kartenansicht einfach nachgetragen werden. In dieser Kartenansicht sind Kulturdenkmale ohne Koordinaten mit einem roten bzw. orangen Marker dargestellt und können durch Verschieben auf die richtige Position in der Karte mit Koordinaten versehen werden. Kulturdenkmale ohne Bild sind an einem blauen bzw. roten Marker erkennbar.
- Datierung: Baubeginn, Fertigstellung, Datum der Erstnennung oder grobe zeitliche Einordnung entsprechend des Eintrags in der sächsischen Denkmaldatenbank
- Beschreibung: Kurzcharakteristik des Kulturdenkmals entsprechend des Eintrags in der sächsischen Denkmaldatenbank, ggf. ergänzt durch die dort nur selten veröffentlichten Erfassungstexte oder zusätzliche Informationen
- ID: Vom Landesamt für Denkmalpflege Sachsen vergebene, das Kulturdenkmal eindeutig identifizierende Objekt-Nummer. Der Link führt zum PDF-Denkmaldokument des Landesamtes für Denkmalpflege Sachsen. Bei ehemaligen Kulturdenkmalen können die Objektnummern unbekannt sein und deshalb fehlen bzw. die Links von aus der Datenbank entfernten Objektnummern ins Leere führen. Ein ggf. vorhandenes Icon  führt zu den Angaben des Kulturdenkmals bei Wikidata.

## Liste der Kulturdenkmale in Blasewitz
| Bild                                    | Bezeichnung | Lage                                              | Datierung | Beschreibung | ID       |
| --------------------------------------- | --- | ------------------------------------------------- | --- | --- | -------- |
|                                         | Villa Ingrid | Naumannstraße 2 (Karte)                           | um 1885 (Villa)                                                                                               | Villa mit Seitengebäude und Einfriedung; historistischer Klinker-Werkstein-Bau insbesondere im Stil der deutschen oder nordeuropäischen Renaissance mit Eckbetonungen, architravierten Fenstereinfassungen, kleinem Turmanbau, Erker und weiteren Gestaltungselementen, erwähnenswert auch der Holzzierrat (u. a. Fachwerk am Seitengebäude) baugeschichtlich bedeutend, zudem im Zusammenhang mit Blasewitz stadtentwicklungsgeschichtlich von Belang | 09212712 |
| Weitere Bilder                          | Villa Marienlust: Villa und ehemaliges Remisengebäude | Naumannstraße 3; 3a (Karte)                       | vor 1875 (Villa), 1907–1908 (Villa)                                                                           | Balustrade unmittelbar vor Villengebäude, auf dieser zwei Leuchten aus DDR-Zeiten, Anlage heute Ärztehaus, trotz späterer Einbindung in ein Klinikgelände nach wie vor eines der bedeutsamsten Villenanwesen von Blasewitz, heutiges Gebäude weitgehend von Schilling und Graebner in der versachlichten Sprache der Reformarchitektur nach 1900 mit markanter Bauhülle, hohem Dach und wenigem, aber akzentuierendem Schmuck, noch erkennbar vom historistischen Vorgänger der rückwärtige Anbau, baugeschichtlich und künstlerisch bedeutend als Wohnsitz von Walther Schieck auch „Villa Schieck“ oder „Präsidentenvilla“ genannt, ursprünglich als kleines Sommerhaus erbaut, 1907–1908 von Schilling & Graebner zur Villa umgebaut und erweitert, ab 1941 Polizeidienststelle und Lazarett, nach 1945 Kommandantur der Sowjetarmee, seit 1948 Sitz der Blasewitzer Poliklinik, heute Verwaltungssitz des Ärztehauses Blasewitz mit Apotheke | 09212714 |
| Weitere Bilder                          | Ehem. Bismarck-Villa: Villa mit Nebengebäude und Einfriedung | Naumannstraße 4 (Karte)                           | um 1874 (Villa)                                                                                               | historisierend, in Anlehnung an italienischen Landsitze der Renaissance geschaffenes Beispiel des »malerischen Villenstils«, baugeschichtlich und künstlerisch bedeutend, zudem im Zusammenhang mit Blasewitz stadtentwicklungsgeschichtlich sowie am Übergang zum Schillerplatz städtebaulich von Belang; erbaut für den sächsischen Major Ewald von Trebra-Lindenau, ab 1910 Wohnsitz seines Bruders Hans von Trebra-Lindenau, Villa daraufhin nach dessen Frau benannt, die zur Familie von Bismarck gehörte, jetzt Villa „Parva, sed apta mihi“ (Klein, aber mein). | 09212710 |
| Weitere Bilder                          | Rathaus Blasewitz: Ensemble aus einstiger Schule und unmittelbarem Anbau sowie eingeschossigem Verbindungstrakt und Erweiterungsbau, am Schulbau Gedenktafel für Hofkapellmeister Johann Gottlieb Naumann | Naumannstraße 5 (Karte)                           | 1850–1851 (Gemeindeschule), 1904–1905 (Erweiterungsbau für Rathaus), 1902 (Relief)                            | alte Schule neogotisches Gebäude, beide Erweiterungen historisierend (Ostflügel, neues Rathaus), besondere gestalterische Akzentuierung des Ostflügels durch aufwendiges Eingangsportal und Erker mit Turmbekrönung, baugeschichtlich, künstlerisch, ortsgeschichtlich und städtebaulich bedeutend ältester Gebäudeteil ursprünglich als Schulhaus nach Entwürfen von Gottfried Semper erbaut, ab 1876 von der Gemeindeverwaltung und als Standesamt genutzt, 1890 Umbau, seit 1902 mit Gedenktafel für Johann Gottlieb Naumann, 1904 von Karl Emil Scherz erweitert, zudem mit Plastik „Gustel von Blasewitz“ (Johanne Justine Renner) von Martin Engelke, heute Sitz des Stadtbezirksamtes Blasewitz | 09212716 |
| Weitere Bilder                          | Mietshaus mit Hintergebäude in geschlossener Bebauung | Naumannstraße 7 (Karte)                           | bezeichnet 1892 (Mietshaus)                                                                                   | mit Ladenzone im Erdgeschoss, markanter historisierender Bau mit aufwendiger Fassadengestaltung, Mittelachse betont, im ersten Obergeschoss, kräftig hervorkragende Dreiecksgiebel als Fensterbedachungen, baugeschichtlich und künstlerisch bedeutend, als Teil des markanten Schillerplatzensembles städtebaulich von Belang | 09212723 |
| Weitere Bilder                          | Mietshaus in Ecklage und geschlossene Bebauung | Naumannstraße 8 (Karte)                           | bezeichnet 1898 (Mietshaus)                                                                                   | repräsentativer Gründerzeitbau mit historisierender Fassadengestaltung und z. T. original erhaltener Flurausstattung einschl. Decken- und Wandmalerei, baugeschichtlich, künstlerisch und stadtentwicklungsgeschichtlich von Wert sowie am Übergang zum Schillerplatz städtebaulich von Belang | 09212715 |
| Weitere Bilder                          | Mietvilla mit Einfriedung | Niederwaldplatz 9 (Karte)                         | 1913 (Mietvilla)                                                                                              | in dieser Form einzigartiger, vom Englischen Landhausstil beeinflusster Bau, baugeschichtlich und künstlerisch bedeutend, als Teil von Neugruna stadtentwicklungsgeschichtlich bedeutend | 09210001 |
| Weitere Bilder                          | Mietvilla mit Einfriedung in Ecklage | Niederwaldplatz 10 (Karte)                        | 2. H. 19. Jh. (Mietvilla)                                                                                     | villenartiges Eckgebäude, bemerkenswert Turm und historisierende Fassade, baugeschichtlich, künstlerisch und städtebaulich bedeutend | 09210002 |
| Weitere Bilder                          | Mietvilla mit Einfriedung | Oehmestraße 3 (Karte)                             | um 1895 (Mietvilla)                                                                                           | historistischer Bau, mit der Dreiteilung seiner geringfügig reduzierten Fassaden noch Beispiel der im letzten Drittel des 19. Jahrhunderts in und um Dresden vorherrschenden Semper-Nicolai-Schule, wobei neobarocke Elemente hinzukommen, baugeschichtlich bedeutend, im Zusammenhang mit Blasewitz stadtentwicklungsgeschichtlich von Belang | 09212932 |
|                                         | Villa mit Einfriedung | Oehmestraße 6 (Karte)                             | spätes 19. Jh. (Villa)                                                                                        | historistischer Bau, mit der Dreiteilung seiner Fassade Beispiel der in und um Dresden gegen 1875 vorherrschenden Semper-Nicolai-Schule, einer Spielart der Neorenaissance, baugeschichtlich bedeutend, zudem im Zusammenhang mit Blasewitz stadtentwicklungsgeschichtlich von Belang | 09213068 |
|                                         | Mietshaus in Ecklage und offener Bebauung | Oehmestraße 10 (Karte)                            | spätes 19. Jh. (Mietshaus)                                                                                    | typischer historistischer Klinker-Werkstein-Bau des ausgehenden 19. Jahrhunderts, dominiert von Eckturm, Belebung durch Lisenen und akzentuierenden Dekor, baugeschichtlich bedeutend, zudem im Zusammenhang mit Blasewitz stadtentwicklungsgeschichtlich von Belang | 09212930 |
|                                         | Mietvilla mit Einfriedung | Oehmestraße 12 (Karte)                            | 1886/1900 (Mietvilla)                                                                                         | im Zusammenhang mit Blasewitz stadtentwicklungsgeschichtlich von Belang | 09212933 |
| Weitere Bilder                          | Villa Wägner | Oehmestraße 14 (Karte)                            | um 1885 (Villa)                                                                                               | Villa und Einfriedung; repräsentatives historisierendes Gebäude mit markanter Gartenfront, Freitreppe in den Garten, seitlich eingeschossiger Anbau, eine der älteren Stilvillen in Blasewitz, baugeschichtlich und stadtentwicklungsgeschichtlich bedeutend | 09210018 |
| Weitere Bilder                          | Transformatorenhäuschen | Paulusplatz (Karte)                               | um 1930 (Transformatorenstation)                                                                              | mit gestaffelter Bedachung, energiewirtschaftliches Zeugnis aus der ersten Hälfte des 20. Jahrhunderts, zudem von Belang für das Ortsbild | 09212686 |
| Weitere Bilder                          | Mietvilla mit Nebengebäude (Garage) und Einfriedung | Pohlandstraße 1 (Karte)                           | spätes 19. Jh. (Mietvilla)                                                                                    | historistischer Klinker-Werkstein-Bau insbesondere im Stil der deutschen oder nordeuropäischen Renaissance mit Eckbetonungen, architravierten Fenstereinfassungen, turmartigem Treppenhaus, erkerartigem Anbau und Eingang als Sitznischenportal sowie weiteren Gestaltungselementen, erwähnenswert auch der Holzzierrat (Fachwerk) baugeschichtlich bedeutend, zudem im Zusammenhang mit Blasewitz stadtentwicklungsgeschichtlich von Belang | 09212885 |
| Weitere Bilder                          | Villa | Pohlandstraße 4 (Karte)                           | um 1875 (Villa)                                                                                               | kleine, landhausartige Villa mit charakteristischer Holzveranda, verziert durch Laubsägearbeiten, siedlungsgeschichtlich (einer der ältesten Bauten von Blasewitz), architekturhistorisch (bauliches Zeugnis, Architektur um 1875) und stadtentwicklungsgeschichtlich (Teil von Blasewitz) von Bedeutung | 09212961 |
| Weitere Bilder                          | Mietvilla mit Einfriedung | Pohlandstraße 5 (Karte)                           | 1898–1899 (Mietvilla)                                                                                         | malerischer, neobarocker Wohnbau um 1900, dominiert von Schweifgiebeln und Turmvorbau, weitere Belebung durch offene seitliche Holzveranda und Balkon sowie verschiedene Schmuck- und Gliederungselemente, Erbauer und Bewohner Architekt Kurt Diestel, baugeschichtlich bedeutend, sowie als Teil von Blasewitz stadtentwicklungsgeschichtlich von Belang | 09212884 |
|                                         | Mietvilla mit Einfriedung | Polenzstraße 8 (Karte)                            | um 1910 (Mietvilla)                                                                                           | Bau mit Ornamentik der späten Jugendstilphase, weitgehend authentisch erhalten, baugeschichtlich von Wert, als Teil von Neugruna stadtentwicklungsgeschichtlich bedeutend | 09213107 |
| Weitere Bilder                          | Villa Louise: Villa mit Teilen der Einfriedung | Polenzstraße 9 (Karte)                            | um 1875 (Villa)                                                                                               | charakteristisches vorstädtisches Wohngebäude der frühen Gründerzeit für den Mittelstand, Akzentsetzung durch zurückhaltende, aber zugleich ansprechende Fassadengestaltung, Beispiel eines eher schlichten, aber feinfühlig dekorierten, historistischen Baus, etwas vereinfacht, dennoch anschaulich und baugeschichtlich von Wert, eines der ältesten Gebäude im Quartier, als Teil von Neugruna stadtentwicklungsgeschichtlich bedeutend | 09213038 |
| Weitere Bilder                          | Einfamilienhaus mit Einfriedung | Polenzstraße 17 (Karte)                           | 1937 (Einfamilienwohnhaus)                                                                                    | charakteristischer und solide ausgeführter traditioneller Massivbau seiner Zeit, Ausführung durch die bekannte Firma Zumpe, baugeschichtlich bedeutend | 09306863 |
|                                         | Villa mit Einfriedung in Ecklage | Polenzstraße 20 (Karte)                           | um 1895 (Villa)                                                                                               | noch eingeschossiges historistisches Wohngebäude im Viertel, mit weiten Dachüberständen in Anlehnung an Schweizerhausstil, in Form eines Landhauses, baugeschichtlich von Wert, als Teil von Neugruna stadtentwicklungsgeschichtlich bedeutend | 09212958 |
|                                         | Mietshaus in offener Bebauung | Polenzstraße 23 (Karte)                           | um 1900 (Mietshaus)                                                                                           | herrschaftlicher historisierender Bau mit repräsentativer Klinker-Putz-Architektur und Sandsteinelementen, einige originale Interieurs, baugeschichtlich von Wert, als Teil von Neugruna stadtentwicklungsgeschichtlich bedeutend. Bis zu seinem Tod 1928 Wohnsitz von Ernst Lößnitzer, dem Gründer und Ehrenobermeister der Dresdner Köcheinnung. | 09212929 |
|                                         | Mietvilla mit Einfriedung | Polenzstraße 26 (Karte)                           | um 1910 (Mietvilla)                                                                                           | mit hohem Dach und fast schmucklosen Fassaden Bau der Reformarchitektur nach 1900, baugeschichtlich von Wert, als Teil von Neugruna stadtentwicklungsgeschichtlich bedeutend | 09212957 |
|                                         | Mietvilla mit Einfriedung | Polenzstraße 27 (Karte)                           | um 1895 (Mietvilla)                                                                                           | charakteristisches vorstädtisches Wohngebäude der Gründerzeit für den Mittelstand, Akzentsetzung durch Holzveranda mit Zierrat und markante Einfriedung, im Innern Ausstattung der Entstehungszeit, veranschaulicht mit den nahe liegenden, gleichzeitig entstandenen Villengebäuden Ludwig-Hartmann-Straße 30 und 32 am Beispiel eines eher schlichten und stilistisch gleichartigen Typs die Vielfalt der Architektur seiner Zeit, darüber hinaus mit den genannten Gebäuden markantes Ensemble innerhalb der einstigen Vorstadt Neugruna (kam später zu Blasewitz), baugeschichtlich und stadtentwicklungsgeschichtlich bedeutend | 09218745 |
|                                         | Wohnhausgruppe über annähernd U-förmigem Grundriss mit Vorgartengestaltung und Einfriedung (Polenzstraße 28 und Schaufußstraße 30/30b/30c) | Polenzstraße 28 (Karte)                           | 1927–1928 (Wohnhaus)                                                                                          | durch die Siedlungsgesellschaft »Dresden Stadt u. Land« G.m.b.H. errichtet, späte, dennoch charakteristische Anlage der Reformarchitektur nach dem Ersten Weltkrieg mit hohen Dächern und beinahe schmucklosen Fassaden, Klappläden, Fledermausgaupen und Fensterrahmen als einzige schmückende Elemente, baugeschichtlich von Wert, als Teil von Neugruna stadtentwicklungsgeschichtlich bedeutend | 09212968 |
|                                         | Villa mit Einfriedung | Prellerstraße 2 (Karte)                           | um 1875 (Villa)                                                                                               | landhausartiges Gebäude mit Elementen des Schweizerhausstils, u. a. Dachüberständen und Laubsägearbeiten, sehr sparsam eingesetzter, akzentuierender Fassadenschmuck, baugeschichtlich bedeutend, zudem im Zusammenhang mit Blasewitz stadtentwicklungsgeschichtlich von Belang | 09212730 |
| Weitere Bilder                          | Villa mit Einfriedung | Prellerstraße 5 (Karte)                           | um 1875 (Villa)                                                                                               | gestalterisch aufwendiger historisierender Bau mit Motiven der Renaissance und des Klassizismus, Seite zur Waldparkstraße von übergiebelten Mittelrisalit mit Vorbau dominiert, ästhetisch ansprechend, baugeschichtlich und künstlerisch bedeutend, zudem im Zusammenhang mit Blasewitz stadtentwicklungsgeschichtlich von Belang | 09212780 |
|                                         | Villa Salve: Einzeldenkmal der Sachgesamtheit Blasewitzer Waldpark- und Villenanlage (Obj. 09213805): Villa sowie Garten und Einfriedung als Sachgesamtheitsteile (Sachgesamtheitsteil) und Einfriedung | Prellerstraße 6 (Karte)                           | um 1870 (Villa)                                                                                               | eigenwillig gestalteter historistischer Bau mit Stufengiebeln (gotisierend, stilisiert, früher wohl mit Aufsätzen), auffällig auch die Sandsteinfronten, baugeschichtlich bedeutend, zudem im Zusammenhang mit der Waldpark- und Villenanlage von Blasewitz sowie dem gleichnamigen bemerkenswerten Villenviertel landschaftsgestalterisch und stadtentwicklungsgeschichtlich von Belang | 09212779 |
|                                         | Villa Arland: Villa mit Einfriedung | Prellerstraße 7 (Karte)                           | 1909, Umbau (Villa)                                                                                           | Blasewitzer Landhaus, 1909 vom lokal bekannten Architekten Scherz umgebaut, baugeschichtlich bedeutend, zudem im Zusammenhang mit Blasewitz stadtentwicklungsgeschichtlich von Belang | 09212785 |
|                                         | Villa Zangenberg: Villa | Prellerstraße 9 (Karte)                           | 1899 (Villa)                                                                                                  | gestalterisch auffälliger historisierender Wohnbau des ausgehenden 19. Jahrhunderts mit Anklängen an das Barock, straßenseitige Eingangsachse mit Balkon und reichem Schmuck hervorgehoben, baugeschichtlich und künstlerisch bedeutend, zudem im Zusammenhang mit Blasewitz stadtentwicklungsgeschichtlich von Belang | 09212783 |
|                                         | Einzeldenkmal der Sachgesamtheit Blasewitzer Waldpark- und Villenanlage (Obj. 09213805): Mietvilla sowie Garten und Einfriedung als Sachgesamtheitsteile, (Sachgesamtheitsteil) und Einfriedung | Prellerstraße 10 (Karte)                          | E. 19. Jh. (Mietvilla)                                                                                        | noch landhausartiges Gebäude mit Elementen des Schweizerhausstils, u. a. Dachüberständen und Laubsägearbeiten, sehr sparsam eingesetzte Fassadenelemente, baugeschichtlich bedeutend, zudem im Zusammenhang mit der Waldpark- und Villenanlage von Blasewitz sowie dem gleichnamigen bemerkenswerten Villenviertel landschaftsgestalterisch und stadtentwicklungsgeschichtlich von Belang | 09212784 |
|                                         | Villa, Ecklaube oder Pavillon, rückwärtiger Schalenbrunnen und Einfriedung | Prellerstraße 13 (Karte)                          | 1891 (Villa)                                                                                                  | anschauliches Beispiel historisierender Villenarchitektur im ausgehenden 19. Jahrhundert, weitgehend ursprünglich, fehlende Details Dank erhaltener Bauakten (Glücksfall in Blasewitz) und Fotos wieder herstellbar, Anwesen baugeschichtlich und stadtentwicklungsgeschichtlich in Teilen auch künstlerisch bedeutend | 09212787 |
|                                         | Einzeldenkmal der Sachgesamtheit Blasewitzer Waldpark- und Villenanlage (Obj. 09213805): Mietvilla sowie Garten und Einfriedung als Sachgesamtheitsteile | Prellerstraße 14 (Karte)                          | A. 20. Jh. (Mietvilla)                                                                                        | Paradebeispiel der Reformarchitektur nach 1900 mit wenig Schmuck und einem Baukörper, der in einem hohen Dach kulminiert, baugeschichtlich bedeutend, zudem im Zusammenhang mit der Waldpark- und Villenanlage von Blasewitz sowie dem gleichnamigen bemerkenswerten Villenviertel landschaftsgestalterisch und stadtentwicklungsgeschichtlich von Belang | 09212786 |
| Weitere Bilder                          | Waldparkhotel: Einzeldenkmal der Sachgesamtheit Blasewitzer Waldpark- und Villenanlage (Obj. 09213805): Hotel (ehem.) mit Hintergebäude sowie Garten als Sachgesamtheitsteil | Prellerstraße 16 (Karte)                          | um 1875 (Hotel)                                                                                               | markanter historisierender Bau in den Formen der italienischen Renaissance, Hintergebäude mit Klinkerfassade, Anwesen baugeschichtlich und künstlerisch bedeutend, im Zusammenhang mit der Waldpark- und Villenanlage von Blasewitz sowie dem gleichnamigen bemerkenswerten Villenviertel landschaftsgestalterisch und stadtentwicklungsgeschichtlich von Belang, zudem als eines der letzten Hotelgebäude der frühen Gründerzeitjahre auf dem Stadtgebiet von Dresden singulär. Nach Umbau ab 1893 Sanatorium der Deutschen Reichsbahn, im Zweiten Weltkrieg als Lazarett genutzt, Anfang der 1950er Jahre Umbau zum Hotel mit Gaststätte, Bar und Ballsaal, seither beliebter Treffpunkt von Künstlern, 1996 Schließung des Hotels, ab 1999 Umbau zur Seniorenresidenz. | 09212788 |
| Weitere Bilder                          | Villa Schneider: Villa mit Einfriedung in Ecklage | Prellerstraße 17 (Karte)                          | 1900 (Villa)                                                                                                  | charakteristischer historistischer Wohnbau seiner Zeit (um 1900), axial gegliedert, neobarocker Bauschmuck überzieht die Fassaden, seitliche Holzveranda, an der Ecke Altan mit Austritt, Architekt Scherz, baugeschichtlich bedeutend, im Zusammenhang mit dem beeindruckenden Straßenzug der Loschwitzer Straße und mit Blasewitz stadtentwicklungsgeschichtlich von Belang | 09212790 |
|                                         | Villa von Gayl: Villa mit Einfriedung | Prellerstraße 19 (Karte)                          | 1906 (Villa)                                                                                                  | mit hohem Dach und sachlicher Fassadengestaltung Beispiel des nach 1900 vorherrschenden Reformstils, dabei dominiert von straßenseitigem Giebel mit Fachwerk und Erker, baugeschichtlich bedeutend, zudem im Zusammenhang mit Blasewitz stadtentwicklungsgeschichtlich von Belang | 09212840 |
|                                         | Villa mit Einfriedung | Prellerstraße 21 (Karte)                          | 1900 (Villa)                                                                                                  | markanter historistischer Bau im Stil der deutschen Renaissance mit Klinkerfassade, Standerker, Krüppelwalmen, Aufsätzen, auffälligen Schornsteinen und Fensterrahmen mit Vorhangbögen, baugeschichtlich bedeutend, als Teil von Blasewitz auch stadtentwicklungsgeschichtlich von Belang | 09212841 |
|                                         | Villa mit Einfriedung | Prellerstraße 22 (Karte)                          | um 1875 (Villa)                                                                                               | historistischer Wohnbau, mit der Dreiteilung der Fassade Beispiel der in und um Dresden um 1875 vorherrschenden Semper-Nicolai-Schule, als malerische Element der rückwärtiger Turmanbau, baugeschichtlich bedeutend, als Teil von Blasewitz auch stadtentwicklungsgeschichtlich von Belang | 09212842 |
|                                         | Mietvilla mit Garten | Prellerstraße 24 (Karte)                          | um 1875 (Mietvilla)                                                                                           | schlichter, sicher auch vereinfachter Wohnau mit prächtiger Holzveranda, diese künstlerisch von Belang, Gebäude und Garten als Teile von Blasewitz auch stadtentwicklungsgeschichtlich bedeutend | 09212843 |
|                                         | Mietvilla mit Einfriedung in Ecklage | Prellerstraße 25 (Karte)                          | 1880/1890 (Mietvilla)                                                                                         | markanter späthistoristischer Bau mit Gestaltungselementen der deutschen Renaissance, wie Eckturm, Eckbetonungen und architravierte Fenstereinfassungen, erwähnenswert auch der Holzzierrat, baugeschichtlich bedeutend, als Teil von Blasewitz auch stadtentwicklungsgeschichtlich von Belang | 09212844 |
|                                         | Villa | Prellerstraße 26 (Karte)                          | um 1880 (Villa)                                                                                               | landhausartiges, markantes Gebäude mit Elementen des Schweizerhausstils, u. a. flachem Satteldach, Dachüberständen und Laubsägearbeiten, rückwärtiger Turmanbau, baugeschichtlich bedeutend, als Teil von Blasewitz auch stadtentwicklungsgeschichtlich von Belang | 09210003 |
|                                         | Mietshaus in Ecklage und offener Bebauung | Prellerstraße 27 (Karte)                          | um 1880 (Mietshaus)                                                                                           | typischer historistischer Bau des ausgehenden 19. Jahrhunderts, dominiert von Eckturm, im Zusammenhang mit Blasewitz stadtentwicklungsgeschichtlich von Belang | 09212846 |
|                                         | Villa mit Ateliergebäude und Einfriedung | Prellerstraße 28 (Karte)                          | um 1894 (Villa)                                                                                               | ein ursprünglich historistischer Bau, der sicher gegen 1910 umgestaltet wurde, in seiner heutigen Form, mit hohem Dach und sachlicher Fassadengestaltung Beispiel des nach 1900 vorherrschenden Reformstils, dabei dominiert von straßenseitigem Giebel, Atelier Wirkungsstätte des lokal bekannten Bildhauers Otto Pilz, Anwesen baugeschichtlich und personengeschichtlich bedeutend, zudem im Zusammenhang mit Blasewitz stadtentwicklungsgeschichtlich von Belang | 09212845 |
|                                         | Villa mit Einfriedung | Prellerstraße 31 (Karte)                          | um 1875 (Villa)                                                                                               | historistischer Bau, Betonung der Ecke, im Zusammenhang mit Blasewitz stadtentwicklungsgeschichtlich von Belang | 09212911 |
|                                         | Haus Preller: Villa mit Einfriedung | Prellerstraße 32 (Karte)                          | um 1890 (Villa), um 1925 (Villa)                                                                              | ursprünglich historisierendes Gebäude, nach gravierendem Umbau um 1925 durch Dreiecksgiebel und Rundbogenfenster neoklassizistisch geprägt, bis 1901 Wohnstätte Friedrich Preller d. J., Anwesen vor allem baugeschichtlich und personengeschichtlich bedeutend, zudem im Zusammenhang mit Blasewitz stadtentwicklungsgeschichtlich von Belang | 09212910 |
|                                         | Mietvilla mit Einfriedung | Prellerstraße 33 (Karte)                          | um 1885 (Mietvilla)                                                                                           | historistischer Bau, Mittelrisalit mit Schweifgiebel, rückwärtiger Turmanbau, im Zusammenhang mit Blasewitz stadtentwicklungsgeschichtlich von Belang | 09212847 |
| Weitere Bilder                          | Villa mit Einfriedung | Prellerstraße 36 (Karte)                          | um 1875 (Villa)                                                                                               | im Schweizerhausstil erbautes Gebäude mit übergiebeltem Mittelrisalit, verbrettertem Obergeschoß und reichem, farbigem Holzzierrat, baugeschichtlich, künstlerisch und stadtentwicklungsgeschichtlich bedeutend, in dieser Form in Dresden zudem singulär | 09212848 |
|                                         | Wohnhaus, Einfriedung und Garage mit spalierartiger Abtrennung | Prellerstraße 38 (Karte)                          | 1935–1936 (Wohnhaus)                                                                                          | markante Pflasterung der Zuwegung zum Garten, charakteristisches, traditionell gestaltetes Gebäude der dreißiger Jahre aus rechteckigem Baukörper und Walmdach, baugeschichtlich bedeutend, zudem im Zusammenhang mit Blasewitz stadtentwicklungsgeschichtlich von Belang | 09212912 |
| Weitere Bilder                          | Villa, Remise (heute Wohnhaus), Torhaus, Gartenanlage und Einfriedung | Regerstraße 1; 1a; 1b (Karte)                     | 1873–1874 (Villa), 1873–1874 (Villengarten/Landhausgarten)                                                    | repräsentativer Gründerzeitbau mit hohem Walmdach, Turmanbau, historisierender Klinker-Sandstein-Fassade sowie reicher Innenausstattung, als eine der aufwendigsten Dresdner Villen des ausgehenden 19. Jahrhunderts baugeschichtlich und künstlerisch bedeutend, zudem städtebaulich und stadtentwicklungsgeschichtlich von Wert. Von Friedrich O. Hartmann und Paul Weidner als „Elbvilla“ erbaut, Hauswände mit Märchenmotiven bemalt | 09212706 |
| Weitere Bilder                          | Villa mit Garten | Regerstraße 2 (Karte)                             | um 1910 (Villa)                                                                                               | repräsentativer Putzbau, belebt durch verschiedene Anbauten und noble Putzgliederung mit geometrischen Elementen, wie sie für die Architektur um 1910 typisch war, dabei gestalterisch höchst anspruchsvoll, Anwesen baugeschichtlich und künstlerisch bedeutend. Zeitweise von Henry von Burt, einem Neffen des Grafen von Moltke bewohnt, seither auch mit Relieftafel für Moltke. Frühere Denkmalbestandteile Gartenhaus sowie Brunnenplastik nicht erhalten. | 09212708 |
|                                         | Villa mit Einfriedung | Regerstraße 3 (Karte)                             | 1875–1876 (Villa)                                                                                             | früher historistischer Wohnbau, mit der Dreiteilung seiner schlichten, aber im Detail feinen Fassaden Beispiel der in und um Dresden um 1875 vorherrschenden Semper-Nicolai-Schule, baugeschichtlich bedeutend, zudem im Zusammenhang mit Blasewitz stadtentwicklungsgeschichtlich von Belang zeitweise Wohnhaus der Opernsängerin Eva von der Osten und ihres Ehemanns, dem Bariton Friedrich Plaschke | 09212702 |
| Weitere Bilder                          | Villa Spengler: Villa mit Einfriedung | Regerstraße 6 (Karte)                             | 1904 (Villa)                                                                                                  | mit markantem Baukörper der in einem hohen Dach kulminiert und wenigem, aber akzentuierendem Dekor bemerkenswertes Beispiel der Reformarchitektur nach 1900, dabei die Fachwerk-Giebel vom englischen Landhausstil inspiriert, baugeschichtlich bedeutend, zudem als Teil von Blasewitz stadtentwicklungsgeschichtlich von Belang. Architekt: Karl Emil Scherz. | 09212705 |
| Weitere Bilder                          | Haus Ziller: Villa mit Einfriedung | Regerstraße 8 (Karte)                             | 1891 (Villa)                                                                                                  | gestalterisch anspruchsvoller und nobler Wohnbau des Historismus, eine Schauseite mit markanter, offener Holzveranda, Belebung durch akzentuierende und fein abgestimmte Putzgliederungen, baugeschichtlich und künstlerisch bedeutend, zudem als Teil von Blasewitz stadtentwicklungsgeschichtlich von Belang | 09212704 |
|                                         | Villa mit Einfriedung in Ecklage | Regerstraße 11 (Karte)                            | um 1910 (Villa)                                                                                               | mit markantem Baukörper der in einem hohen Dach kulminiert und wenigem, aber akzentuierendem Dekor bemerkenswertes Beispiel der Reformarchitektur nach 1900, baugeschichtlich bedeutend, zudem im Zusammenhang mit dem beeindruckenden Straßenzug der Loschwitzer Straße und mit Blasewitz stadtentwicklungsgeschichtlich von Belang | 09212696 |
|                                         | Mietvilla mit Einfriedung | Regerstraße 14 (Karte)                            | um 1890 (Mietvilla)                                                                                           | historischer Wohnbau, dominiert von Eckturm, als Teil von Blasewitz stadtentwicklungsgeschichtlich von Belang | 09212698 |
|                                         | Mietvilla mit Einfriedung in Ecklage | Regerstraße 15 (Karte)                            | um 1885 (Mietvilla)                                                                                           | markanter historistischer Wohnbau, dominiert von Eckturm und Gartenterrasse über halbrundem Grundriss, Belebung durch reichen Fassadenschmuck, architekturhistorisch und baukünstlerisch bemerkenswerte gründerzeitliche Stilvilla, zudem als Teil von Blasewitz stadtentwicklungsgeschichtlich von Belang | 09212694 |
|                                         | Villa | Regerstraße 16 (Karte)                            | um 1875 (Villa)                                                                                               | landhausartiger, ausgewogen gegliederter Wohnbau des frühen Historismus, Mittelrisalit mit offener Holzveranda, stimmige Putzgliederung, insbesondere die Ecken betonend, baugeschichtlich bedeutend, zudem als Teil von Blasewitz stadtentwicklungsgeschichtlich von Belang | 09212697 |
|                                         | Villa mit Nebengebäude, Taubenhaus, Wasserbecken/Schalenbrunnen, Villengarten und Einfriedung | Regerstraße 22 (Karte)                            | 1888–1889 (Villa), 1938 (Erweiterungsanbau an der Südwestfassade), 1889 (Nebengebäude)                        | im Garten auch funktionstüchtiger Brunnen zur Wasserversorgung, charakteristisches Beispiel einer historisierenden Villa mit Freiflächengestaltung und Ausstattung, markanter Klinkerbau mit Fassadenschmuck und Teilen des originalen Interieurs, baugeschichtlich und künstlerisch bedeutend, als Teil des bedeutsamen Vorortes Blasewitz auch stadtentwicklungsgeschichtlich | 09212693 |
|                                         | Mietvilla mit Einfriedung | Regerstraße 23 (Karte)                            | um 1885 (Mietvilla)                                                                                           | historischer Wohnbau des ausgehenden 19. Jahrhunderts, als Teil des bedeutsamen Vorortes Blasewitz stadtentwicklungsgeschichtlich bedeutend | 09212692 |
|                                         | Villa mit Einfriedung in Ecklage | Regerstraße 24 (Karte)                            | um 1890 (Villa)                                                                                               | charakteristischer historistischer Wohnbau des ausgehenden 19. Jahrhunderts, mit horizontaler Gliederung vor allem in Anlehnung an die italienische Renaissance gestaltet, Ecke mit Altan/Veranda und bronzener Bismarckbüste (von einem preußischen Generalmajor, dem ersten Besitzer des Hauses, errichtet wurde) hervorgehoben, baugeschichtlich bedeutend, zudem als Teil des bedeutsamen Vorortes Blasewitz stadtentwicklungsgeschichtlich von Belang | 09212691 |
|                                         | Villa mit Einfriedung | Regerstraße 26 (Karte)                            | um 1885 (Villa)                                                                                               | historistischer Bau, mit horizontaler Gliederung vor allem in Anlehnung an die italienische Renaissance gestaltet, markanter Verandaanbau, baugeschichtlich bedeutend, zudem als Teil des bedeutsamen Vorortes Blasewitz stadtentwicklungsgeschichtlich von Belang | 09212873 |
| Weitere Bilder                          | Mietvilla mit Einfriedung | Regerstraße 27 (Karte)                            | 1896–1897 (Mietvilla)                                                                                         | auffälliger historistischer Wohnbau des ausgehenden 19. Jahrhunderts mit Fachwerkgiebel, Eckturm, erkerartigem Anbau, architravierten Fenstereinfassungen und Bauschmuck (u. a. als Beschlagwerk und Rollwerk) vor allem in Anlehnung an die deutsche Renaissance errichtet, baugeschichtlich bedeutend, zudem als Teil des bedeutsamen Vorortes Blasewitz stadtentwicklungsgeschichtlich von Belang | 09212877 |
|                                         | Villa mit Einfriedung | Regerstraße 28 (Karte)                            | um 1875 (Villa)                                                                                               | markanter historisierender Bau mit gestalterisch hervorgehobener Holzveranda, Dachüberstände und Zierrat erinnern ein wenig an den Schweizerhausstil, zudem Belebung durch Putzgliederung, baugeschichtlich bedeutend, zudem als Teil des bedeutsamen Vorortes Blasewitz stadtentwicklungsgeschichtlich von Belang | 09212876 |
| Weitere Bilder                          | Villa mit Garten und Einfriedung | Regerstraße 29 (Karte)                            | um 1895 (Villa)                                                                                               | einer der auffälligeren Wohnbauten des Historismus in Blasewitz, erinnert mit seinem hohen Mansarddach an französische Vorbilder, baugeschichtlich bedeutend, zudem als Teil des bedeutsamen Vorortes Blasewitz stadtentwicklungsgeschichtlich von Belang | 09212879 |
|                                         | Mietvilla mit Ecklaube und Einfriedung | Regerstraße 32 (Karte)                            | 1896–1897 (Mietvilla)                                                                                         | markanter historistischer Wohnbau des ausgehenden 19. Jahrhunderts mit Ziergiebel und weiteren zeittypischen Schmuckformen, baugeschichtlich bedeutend, zudem als Teil des bedeutsamen Vorortes Blasewitz stadtentwicklungsgeschichtlich von Belang, die Ecklaube mit Seltenheitswert | 09212878 |
|                                         | Ecklaube und Einfriedung | Regerstraße 32 (neben) (Karte)                    | um 1885 (Einfriedung), um 1885 (Gartenlaube)                                                                  | gestalterisch Anspruchsvolle Anlage, ursprünglich wohl Teil der Mietvilla Regerstraße 32, begeschichtlich bedeutend und mit Seltenheitswert, zudem als Teil des bedeutsamen Vorortes Blasewitz stadtentwicklungsgeschichtlich von Belang | 09210004 |
| Weitere Bilder                          | Mietvilla mit Einfriedung | Regerstraße 36 (Karte)                            | um 1890 (Mietvilla)                                                                                           | mit der Dreiteilung seiner Fassade Beispiel der in und um Dresden um 1875 vorherrschenden Semper-Nicolai-Schule, baugeschichtlich bedeutend, zudem als Teil des bedeutsamen Vorortes Blasewitz stadtentwicklungsgeschichtlich von Belang | 09212707 |
| Weitere Bilder                          | Villa Gertrud: Villa mit Einfriedung | Regerstraße 38 (Karte)                            | bezeichnet 1891 (Villa)                                                                                       | charakteristischer Wohnbau aus der zweiten Hälfte des 19. Jahrhunderts, mit Horizontalgliederung, betonten Fensterbrüstungen, architravierten Fensterrahmen, Kranzgesims und flach geneigtem Dach vor allem in Anlehnung an die italienische Renaissance gestaltet, typisch für die Zeit auch die seitliche offene Holzveranda, baugeschichtlich bedeutend, zudem als Teil des bedeutsamen Vorortes Blasewitz stadtentwicklungsgeschichtlich von Belang | 09212880 |
|                                         | Ecklaube, Einfriedung und diverse Architekturteile | Reinhold-Becker-Straße (Karte)                    | Ende 19. Jh. (Gartenlaube)                                                                                    | Holzveranda (auf dem Grundstück Reinhold-Becker-Straße 5 eingelagert), künstlerisch bedeutend | 09212928 |
|                                         | Villa | Reinhold-Becker-Straße 1 (Karte)                  | um 1910 (Villa)                                                                                               | mit markantem Baukörper der in einem hohen Dach kulminiert und wenigem, aber akzentuierendem Dekor Beispiel der Reformarchitektur nach 1900, baugeschichtlich bedeutend, zudem als Teil des bedeutsamen Vorortes Blasewitz stadtentwicklungsgeschichtlich von Belang | 09212925 |
|                                         | Villa mit Remise und Einfriedung | Reinhold-Becker-Straße 5 (Karte)                  | vor 1911 (Villa)                                                                                              | markanter und gestalterisch qualitätvoller Bau, im Jugendstil unter Einfluss der englischen Landhausarchitektur errichtet, bau- und künstlerisch bedeutend, zudem als Teil des bedeutsamen Vorortes Blasewitz stadtentwicklungsgeschichtlich von Belang. Von Max Große im Jugendstil erbaut, u. a. von Kunstmalerin Aenny Volkert bewohnt, bis 1920 Villa „Marienheim“ genannt, nach 1945 zeitweilig Sitz des Technischen Museums, danach starker Verfall, ab 1996 aufwändig saniert, seit 1997 mit Turm, heutige Nutzung durch die deutsch-böhmische Brücke/Most-Stiftung | 09212927 |
|                                         | Wohnhaus in offener Bebauung | Reinhold-Becker-Straße 6 (Karte)                  | um 1870 (Wohnhaus)                                                                                            | Mittelachse mit Dekor betont, als eines der älteren, noch niedrig gebauten Anwesen mit der typischen Gaupen-Dreiergruppe aus dem 2. Drittel des 19. Jahrhunderts vor allem baugeschichtlich bedeutend, zudem als Teil des bedeutsamen Vorortes Blasewitz stadtentwicklungsgeschichtlich von Belang | 09212926 |
|                                         | Villa mit Einfriedung | Reinhold-Becker-Straße 8 (Karte)                  | um 1875 (Villa)                                                                                               | repräsentativer historisierender Bau, Mitte durch Veranda mit Austritt im Obergeschoss und mittlerweile auch darüber sowie Dachhaus betont, baugeschichtlich von Wert, zudem als Teil des bedeutsamen Vorortes Blasewitz stadtentwicklungsgeschichtlich von Belang | 09213013 |
|                                         | Villa | Reinhold-Becker-Straße 10 (Karte)                 | um 1880 (Villa)                                                                                               | kleiner, landhausartiger Bau, gestalterische Akzente durch Holzveranda und gesägte Zierbretter in den Giebelkanten, baugeschichtlich bedeutend, zudem als Teil des bedeutsamen Vorortes Blasewitz stadtentwicklungsgeschichtlich von Belang | 09212908 |
|                                         | Wohnhaus mit Einfriedung in offener Bebauung | Reinhold-Becker-Straße 12 (Karte)                 | um 1875 (Wohnhaus)                                                                                            | als Teil des bedeutsamen Vorortes Blasewitz stadtentwicklungsgeschichtlich von Belang | 09213014 |
| Weitere Bilder                          | Mietvilla mit Einfriedung | Reinhold-Becker-Straße 22 (Karte)                 | 1902 (Mietvilla)                                                                                              | historistischer Wohnbau des ausgehenden 19. Jahrhunderts mit Schweifgiebel über dem Mittelrisalit, Fenstereinfassung mit Vorhangbogen-Motiv und Eckbetonungen vor allem in Anlehnung an die deutsche Renaissance errichtet, auffällig die offene Veranda mit reichem Zierrat, darunter Säulen, und der mit Haube überdachte Eingang, beides an den Schmalseiten, baugeschichtlich bedeutend, zudem als Teil des bedeutsamen Vorortes Blasewitz stadtentwicklungsgeschichtlich von Belang | 09213018 |
|                                         | Mietvilla mit Einfriedung | Scariastraße 1 (Karte)                            | vor 1878 (Mietvilla)                                                                                          | charakteristischer historisierender Wohnbau der zweiten Hälfte des 19. Jahrhunderts, zeitweilig Wohnstätte des Baumeisters Emil Wägner, vor allem baugeschichtlich und personengeschichtlich bedeutend, als Teil von Neugruna stadtentwicklungsgeschichtlich von Wert | 09213059 |
| Weitere Bilder                          | Mietshaus in Ecklage und offener Bebauung | Scariastraße 2 (Karte)                            | um 1895 (Mietshaus)                                                                                           | markanter historistischer Bau, Ecke mit Dachspitze hervorgehoben, etwas vereinfacht, dennoch ein charakteristisches architektonisches Zeugnis seiner Zeit, baugeschichtlich von Wert, als Teil von Neugruna stadtentwicklungsgeschichtlich bedeutend | 09213058 |
|                                         | Villa mit Einfriedung | Scariastraße 3 (Karte)                            | bezeichnet 1881 (Villa)                                                                                       | villenartiger Putzbau, gestalterische Akzente setzten die Fenstereinfassungen die seitlich Holzveranda, die erhaltene Putzgliederung und Ornamentik der Fassade, typisches und exemplarisches Beispiel für die Bebauung von Neugruna, baugeschichtlich und stadtentwicklungsgeschichtlich bedeutend | 09213060 |
| Weitere Bilder                          | Mietshaus in offener Bebauung | Scariastraße 4 (Karte)                            | um 1890 (Mietshaus)                                                                                           | markanter historistischer Bau, Seitenrisalite und erstes Obergeschoss gestalterisch betont, etwas vereinfacht, dennoch ein charakteristisches architektonisches Zeugnis seiner Zeit, baugeschichtlich von Wert, als Teil von Neugruna stadtentwicklungsgeschichtlich bedeutend | 09212937 |
|                                         | Mietshaus mit Einfriedung in offener Bebauung | Scariastraße 8 (Karte)                            | um 1890 (Mietshaus)                                                                                           | markanter historistischer Bau, Mittelrisalit und erstes Obergeschoss gestalterisch betont, zeittypische Klinker-Sandstein-Fassade, charakteristisches architektonisches Zeugnis seiner Zeit, baugeschichtlich von Wert, als Teil von Neugruna stadtentwicklungsgeschichtlich bedeutend | 09213062 |
|                                         | Villa mit Einfriedung | Scariastraße 9 (Karte)                            | 1910 (Villa)                                                                                                  | Paradebeispiel der Reformarchitektur nach 1900 mit sparsam eingesetzten Schmuck- und Gliederungselementen, hier straßenseitigen Lisenen und verzierten Brüstungsfeldern, sowie einem klar aufgebauten Gebäudekörper, den ein hohes Dach abschließt, baugeschichtlich bedeutend, als Teil des Quartiers Blasewitz/Neugruna auch stadtentwicklungsgeschichtlich von Belang | 09213063 |
|                                         | Villa mit Einfriedung | Scariastraße 10 (Karte)                           | um 1875 (Villa)                                                                                               | schlichter und zugleich qualitätvoller Bau des frühen Historismus, auffällig und typisch die offene, zweigeschossige Veranda mit Laubsägearbeiten, in Anlehnung an den Schweizerhausstil, baugeschichtlich von Wert, als Teil von Neugruna stadtentwicklungsgeschichtlich bedeutend | 09213061 |
|                                         | Villa mit Einfriedung | Scariastraße 11 (Karte)                           | um 1895 (Villa)                                                                                               | vergleichsweise kleines, aber dennoch repräsentatives historistisches Gebäude mit akzentuierendem Turmanbau einschließlich Erker, Klinker-Sandstein-Fassade, Turm, Erker, Eckbetonung und stilisiertes Beschlagwerk (neben anderem Schmuck) in Anlehnung an die Deutsche Renaissance ausgeführt, zudem eine der markantesten Villen von Neugruna, von baugeschichtlichem und künstlerischem von Wert, als Teil von Neugruna stadtentwicklungsgeschichtlich bedeutend | 09213064 |
|                                         | Villa mit Einfriedung, in Ecklage | Scariastraße 17 (Karte)                           | um 1890 (Villa)                                                                                               | Putzbau, gestalterische Akzente setzten die Fenstereinfassungen und die erhaltene Gliederungen, typisches und exemplarisches Beispiel für die Bebauung von Neugruna, baugeschichtlich und stadtentwicklungsgeschichtlich bedeutend | 09213065 |
|                                         | Mietshaus in Ecklage und offener Bebauung | Schandauer Straße 77 (Karte)                      | E. 19. Jh. (Mietshaus)                                                                                        | bildet mit gegenüberliegendem Gebäude (Nummer 79) markante Kreuzungssituation, stadtentwicklungsgeschichtlich und städtebaulich bedeutend | 09212962 |
|                                         | Mietshaus in Ecklage und offener Bebauung | Schandauer Straße 79 (Karte)                      | E. 19. Jh. (Mietshaus)                                                                                        | bildet mit gegenüber liegendem Gebäude (Nummer 77) markante Kreuzungssituation, stadtentwicklungsgeschichtlich und städtebaulich bedeutend, zudem markanter Wohnbau des Historismus von baugeschichtlichem Wert | 09212963 |
|                                         | Mietvilla mit Einfriedung | Schaufußstraße 3 (Karte)                          | um 1900 (Mietvilla)                                                                                           | herrschaftlicher Wohnbau im Landhausstil um 1900 mit hohem Dach, historischem Fachwerk in Anlehnung an die Deutsche Renaissance, baugeschichtlich von Wert, als Teil von Neugruna stadtentwicklungsgeschichtlich bedeutend | 09213097 |
|                                         | Doppelvilla mit Einfriedung | Schaufußstraße 5; 7 (Karte)                       | um 1905 (Villa)                                                                                               | Bau der Reformarchitektur mit hohem Dach und fast schmucklosen Fassaden, Ornamentik nur akzentuierend, baugeschichtlich von Wert, als Teil von Neugruna stadtentwicklungsgeschichtlich bedeutend | 09213098 |
|                                         | Villa mit Einfriedung | Schaufußstraße 6 (Karte)                          | spätes 19. Jh. (Villa)                                                                                        | kleines, aber dennoch repräsentatives Gebäude mit Klinker-Sandstein-Fassade des Historismus, dabei der mittige Giebel in Anlehnung an die Renaissance (deutsche, niederländische) ausgeführt, von baugeschichtlichem Wert, als Teil von Neugruna stadtentwicklungsgeschichtlich bedeutend | 09213095 |
| Direkt Bild zu diesem Denkmal hochladen | Wohnanlage an der Schaufußstraße und der Wehlener Straße, dazu Einfriedung | Schaufußstraße 7 (Karte)                          | um 1910 (Mehrfamilienwohnhaus)                                                                                | Gruppe von vier Wohnhäusern mit unterschiedlichen Grundrissen, aber gleichgestalteten Fassaden, in den Formen der Architektur nach 1900 mit sparsamen geometrischen Schmuckelementen des späten Jugendstils, die Treppenhäuser größtenteils mittels Farbverglasung usw. hervorgehoben, baugeschichtlich und als Teil von Neugruna stadtentwicklungsgeschichtlich bedeutend | 09212952 |
|                                         | Villa mit Einfriedung | Schaufußstraße 8 (Karte)                          | spätes 19. Jh. (Villa)                                                                                        | charakteristischer Bau des frühen Historismus, auffällig und typisch die offene, zweigeschossige Veranda mit dekorativem Zierrat, in Anlehnung an den Schweizerhausstil, baugeschichtlich von Wert, als Teil von Neugruna stadtentwicklungsgeschichtlich bedeutend | 09213096 |
|                                         | Mietvilla mit Resten der originalen Einfriedung | Schaufußstraße 9 (Karte)                          | bezeichnet 1898 (Mietvilla)                                                                                   | herrschaftlicher Wohnbau im Landhausstil um 1900 mit hohem Dach, Eckturm, historischem Fachwerk in Anlehnung an die Deutsche Renaissance, baugeschichtlich von Wert, als Teil von Neugruna stadtentwicklungsgeschichtlich bedeutend | 09213099 |
|                                         | Reihenhaus in offener Bebauung | Schaufußstraße 11; 11b; 11c (Karte)               | 1930–1931 (Reihenhaus)                                                                                        | charakteristisches Kleinwohnungshaus um 1930, traditioneller, verputzter Rechteckbau mit Walmdach, typisch auch die Klappläden, belebt von expressionistischen Elementen (spitze Bedachungen und Giebel), baugeschichtlich von Wert, als Teil von Neugruna stadtentwicklungsgeschichtlich bedeutend | 09212973 |
|                                         | Villa Dorothea: Mietvilla | Schaufußstraße 18 (Karte)                         | spätes 19. Jh. (Mietvilla)                                                                                    | Bau der Reformarchitektur mit hohem Dach und fast schmucklosen Fassaden, Ornamentik, insbesondere Traufunterseitenmalerei, nur akzentuierend, baugeschichtlich von Wert, als Teil von Neugruna stadtentwicklungsgeschichtlich bedeutend | 09213100 |
|                                         | Villa Ludwig Salvator: Villa mit Einfriedung | Schaufußstraße 19 (Karte)                         | 1878–1879 (Villa), 1878–1879 (Malerei)                                                                        | markantes historisierendes Villengebäude mit erhöhtem Mittelteil, seitlichen Anbauten sowie flachem Walmdach, gestalterische Akzente durch Portikus und Rundbögen, Innen Teile der ursprünglichen Ausstattung erhalten, baugeschichtlich, künstlerisch und stadtentwicklungsgeschichtlich bedeutend | 09212976 |
|                                         | Mietvilla | Schaufußstraße 20 (Karte)                         | um 1900 (Mietvilla)                                                                                           | repräsentatives Wohngebäude mit stilisierter Klinker-Sandstein-Fassade des Historismus, Belebung durch mittige Giebel, in Anlehnung an die Renaissance (deutsche, niederländische) ausgeführt, und hölzerne Veranda mit Zierrat, von baugeschichtlichem Wert, als Teil von Neugruna stadtentwicklungsgeschichtlich bedeutend | 09212972 |
|                                         | Mietvilla mit Einfriedung | Schaufußstraße 22 (Karte)                         | E. 19. Jh. (Mietvilla)                                                                                        | repräsentatives Wohngebäude mit stilisierter Klinker-Sandstein-Fassade des Historismus, Belebung durch mittige Giebel, vor allem in Anlehnung an die Renaissance (deutsche, niederländische) ausgeführt, von baugeschichtlichem Wert, als Teil von Neugruna stadtentwicklungsgeschichtlich bedeutend | 09212974 |
|                                         | Wohnhaus in offener Bebauung | Schaufußstraße 28 (Karte)                         | um 1925 (Wohnhaus)                                                                                            | später Bau der Reformarchitektur nach dem Ersten Weltkrieg, hoher schmuckloser Giebel zur Straße, baugeschichtlich von Wert, als Teil von Neugruna stadtentwicklungsgeschichtlich bedeutend | 09212954 |
|                                         | Wohnhaus in offener Bebauung | Schaufußstraße 28b (Karte)                        | um 1925 (Wohnhaus)                                                                                            | traditioneller Rechteckbau mit Walmdach, belebt von expressionistischen Backsteinelementen, architektonisches Zeugnis für die Zeit um 1930, baugeschichtlich von Wert, als Teil von Neugruna stadtentwicklungsgeschichtlich bedeutend | 09212955 |
|                                         | Villa mit Einfriedung | Schaufußstraße 29 (Karte)                         | um 1900 (Villa)                                                                                               | Wohngebäude mit Klinker-Sandstein-Fassade des Historismus, Belebung durch Giebel mit Holzzierrat, vor allem in Anlehnung an den Schweizerhausstil, darüber hinaus von der Deutschen Renaissance (Eckbetonungen, Fenstergewände dieser Stilepoche) geprägt, von baugeschichtlichem Wert, als Teil von Neugruna stadtentwicklungsgeschichtlich bedeutend | 09212951 |
|                                         | Wohnhausgruppe über annähernd U-förmigem Grundriss mit Vorgartengestaltung und Einfriedung (Polenzstraße 28 und Schaufußstraße 30/30b/30c) | Schaufußstraße 30; 30b; 30c (Karte)               | 1927–1928 (Wohnhaus)                                                                                          | durch die Siedlungsgesellschaft »Dresden Stadt u. Land« G.m.b.H. errichtet, späte, dennoch charakteristische Anlage der Reformarchitektur nach dem Ersten Weltkrieg mit hohen Dächern und beinahe schmucklosen Fassaden, Klappläden, Fledermausgaupen und Fensterrahmen als einzige »schmückende« Elemente, baugeschichtlich von Wert, als Teil von Neugruna stadtentwicklungsgeschichtlich bedeutend | 09212968 |
|                                         | Mietshaus mit Einfriedung in offener Bebauung | Schaufußstraße 31 (Karte)                         | um 1900 (Mietshaus)                                                                                           | markanter historistischer Bau, auffällig die Seitenrisalite mit geschweiften Giebeln, wohl etwas vereinfacht, dennoch ein charakteristisches architektonisches Zeugnis seiner Zeit, baugeschichtlich bedeutend | 09212948 |
|                                         | Wohnanlage an der Schaufußstraße und der Wehlener Straße, dazu Einfriedung | Schaufußstraße 32; 34; 36; 38; 40; 42 (Karte)     | um 1910 (Mehrfamilienwohnhaus)                                                                                | Gruppe von vier Wohnhäusern mit unterschiedlichen Grundrissen, aber gleichgestalteten Fassaden, in den Formen der Architektur nach 1900 mit sparsamen geometrischen Schmuckelementen des späten Jugendstils, die Treppenhäuser größtenteils mittels Farbverglasung usw. hervorgehoben, baugeschichtlich und als Teil von Neugruna stadtentwicklungsgeschichtlich bedeutend | 09212952 |
|                                         | Mietshaus mit Einfriedung in offener Bebauung | Schaufußstraße 33 (Karte)                         | um 1900 (Mietshaus)                                                                                           | markanter historistischer Bau, auffällig die rechte Balkonachse mit Schmuckaufsatz, etwas vereinfacht, dennoch ein charakteristisches architektonisches Zeugnis seiner Zeit, baugeschichtlich von Wert, als Teil von Neugruna stadtentwicklungsgeschichtlich bedeutend | 09212949 |
|                                         | Mietshaus in Ecklage und offener Bebauung | Schaufußstraße 35 (Karte)                         | um 1900 (Mietshaus)                                                                                           | historistischer Bau, auffällig die Balkonachsen und die hervorgehobene Ecke, wohl etwas vereinfacht, dennoch ein charakteristisches architektonisches Zeugnis seiner Zeit, baugeschichtlich von Wert, als Teil von Neugruna stadtentwicklungsgeschichtlich bedeutend | 09212975 |
| Weitere Bilder                          | Transformatorenhäuschen | Schillerplatz (Karte)                             | A. 20. Jh. (Transformatorenstation)                                                                           | Trafostation aus Unterbau über kreisrundem Grundriss und kegelförmiger, verschieferter Bedachung, energiewirtschaftliches Zeugnis aus dem Anfang des 20. Jahrhunderts, zudem von Belang für das Ortsbild | 09212724 |
| Weitere Bilder                          | Doppelmietshaus in geschlossener Bebauung | Schillerplatz 1; 2 (Karte)                        | 1894–1895 (Doppelmietshaus)                                                                                   | mit Ladenzone im Erdgeschoss, eines der auffälligsten Gebäude des späten Historismus des ausgehenden 19. Jahrhunderts in Dresden mit einer Fülle von Elementen unterschiedlicher Stilvorbilder, insbesondere der Gotik (u. a. Stabwerk) und der Renaissance (u. a. Vorhangbogenmotiv), belebt von Eckturm, Erker und Fachwerkgiebel, gestalterisch herausgehoben, baugeschichtlich und künstlerisch bedeutend, zudem als Teil des unverwechselbaren Schillerplatzensembles städtebaulich von Belang und im Zusammenhang mit dem bedeutsamen Vorort Blasewitz stadtentwicklungsgeschichtlich wertvoll | 09212657 |
| Weitere Bilder                          | Mietshaus in geschlossener Bebauung | Schillerplatz 3 (Karte)                           | 1894–1895 (Mietshaus)                                                                                         | mit Ladenzone im Erdgeschoss, ein auffälliges Gebäude des späten Historismus im ausgehenden 19. Jahrhundert, insbesondere in Anlehnung an die deutsche oder nordeuropäische Renaissance (u. a. Treppengiebel und architravierte Fenstereinfassungen) errichtet, gestalterisch herausgehoben, baugeschichtlich und künstlerisch bedeutend, zudem als Teil des unverwechselbaren Schillerplatzensembles städtebaulich von Belang und im Zusammenhang mit dem bedeutsamen Vorort Blasewitz stadtentwicklungsgeschichtlich wertvoll | 09212658 |
|                                         | Mietshaus mit Hinterhaus in geschlossener Bebauung | Schillerplatz 4 (Karte)                           | 1890–1892 (Mietshaus)                                                                                         | mit Ladenzone im Erdgeschoss, ein auffälliges Gebäude des späten Historismus im ausgehenden 19. Jahrhundert, insbesondere in Anlehnung an die deutsche oder nordeuropäische Renaissance (u. a. Schweifgiebel, architravierte Fenstereinfassungen, Eckbetonungen, Roll- und Beschlagwerk sowie Köpfe von Landsknechten) errichtet, gestalterische herausgehoben, baugeschichtlich und künstlerisch bedeutend, zudem als Teil des unverwechselbaren Schillerplatzensembles städtebaulich von Belang und im Zusammenhang mit dem bedeutsamen Vorort Blasewitz stadtentwicklungsgeschichtlich wertvoll | 09212659 |
|                                         | Mietshaus in geschlossener Bebauung | Schillerplatz 5 (Karte)                           | 1891–1892 (Mietshaus)                                                                                         | mit Ladenzone im Erdgeschoss und symmetrischer, siebenachsiger Fassade, ein auffälliges Gebäude des späten Historismus im ausgehenden 19. Jahrhundert, insbesondere in Anlehnung an die deutsche oder nordeuropäische Renaissance (u. a. Schweifgiebel, architravierte Fenstereinfassungen, Eckbetonungen, Roll- und Beschlagwerk sowie Köpfe von Landsknechten) errichtet, gestalterische herausgehoben, baugeschichtlich und künstlerisch bedeutend, zudem als Teil des unverwechselbaren Schillerplatzensembles städtebaulich von Belang und im Zusammenhang mit dem bedeutsamen Vorort Blasewitz stadtentwicklungsgeschichtlich wertvoll | 09212660 |
| Weitere Bilder                          | Mietshaus in geschlossener Bebauung | Schillerplatz 6 (Karte)                           | 1894–1895 (Mietshaus)                                                                                         | mit Ladenzone im Erdgeschoss und symmetrischer, siebenachsiger Fassade, repräsentativer Bau im Stil der deutschen Renaissance mit betonter Eingangsachse, Balkonen und reichem Fassadenschmuck, baugeschichtlich, künstlerisch bedeutend, zudem als Teil des unverwechselbaren Schillerplatzensembles städtebaulich von Belang und im Zusammenhang mit dem bedeutsamen Vorort Blasewitz stadtentwicklungsgeschichtlich wertvoll | 09212661 |
| Weitere Bilder                          | Café Toscana: Mietshaus mit Café in geschlossener Bebauung | Schillerplatz 7 (Karte)                           | 1898–1899 (Mietshaus)                                                                                         | ein äußerst auffälliges Gebäude des späten Historismus im ausgehenden 19. Jahrhundert, insbesondere in Anlehnung an die deutsche oder nordeuropäische Renaissance (u. a. Eckturm, Schweifgiebel, architravierte Fenstereinfassungen, Beschlagwerk und Sitznischenportal) errichtet, bemerkenswert die erhaltenen Teile der originalen Café-Ausstattung, darunter Säulen, gestalterische herausgehoben, baugeschichtlich und künstlerisch bedeutend, zudem als Teil des unverwechselbaren Schillerplatzensembles städtebaulich von Belang und im Zusammenhang mit dem bedeutsamen Vorort Blasewitz stadtentwicklungsgeschichtlich wertvoll. 1897 Einrichtung des Lokals Café Toscana, das nach der Heimat der letzten sächsischen Kronprinzessin Luise benannt wurde, 1905 Umbau und Erweiterung, fortwährend beliebtes Kaffeehaus, 1992–1993 renoviert.                                                                                          | 09212662 |
| Weitere Bilder                          | Schillergarten: Gasthaus mit Torhäusern, Gastwirtschaftsgarten und ehemaligen Eiskellern (später zum Kino »Schillerlichtspiele« umgebaut) | Schillerplatz 8; 9 (Karte)                        | bezeichnet 1806 (Gasthaus), 1891 (Gasthaus)                                                                   | mit seiner heutigen Gestalt anspruchsvoller malerischer Fachwerkbau des ausgehenden 19. Jahrhunderts im sogenannten »Altdeutschen Stil«, zudem eine der bedeutsamsten Ausflugsgaststätten seiner Zeit im Umland von Dresden und Ort an dem die Gustel von Blasewitz Schillers entstand, baugeschichtlich, künstlerisch und ortsgeschichtlich bedeutend, zudem insbesondere mit Blauem Wunder und Schillerplatz städtebaulich bedeutend. | 09212663 |
| Weitere Bilder                          | Langgestreckter, eingeschossiger Bau mit Walmdach, neben dem gegenüberliegenden Gebäude, ebenfalls Schillerplatz 10 und Angelsteg 1 eines der ältesten Gebäude von Blasewitz | Schillerplatz 10 (Karte)                          | 2. H. 18. Jh. (Wohnhaus), 1. H. 19. Jh. (Wohnhaus)                                                            | baugeschichtlich und stadtentwicklungsgeschichtlich bedeutend | 09212664 |
|                                         | Wohnhaus in halboffener Bebauung | Schillerplatz 10 (Karte)                          | 2. H. 18./1. H. 19. Jh. (Wohnhaus)                                                                            | Bau mit markanter, klassizistisch anmutender Blendarchitektur an der vorderen Giebelseite, Krüppelwalmdach und rückwärtigem eingeschossigen Anbau, neben dem gegenüberliegenden Gebäude Am Schillergarten und dem alten Blasewitzer Gasthof eines der ältesten Häuser der Ansiedlung, baugeschichtlich und stadtentwicklungsgeschichtlich bedeutend. Erhalten gebliebene Gehöftgebäude des ursprünglichen Dorfkerns von Blasewitz, eines davon Geburtshaus des Malers Woldemar Hottenroth, seit 2006 als Pension genutzt, seit 2010 mit Gedenktafel für Hottenroth | 09212665 |
|                                         | Gasthof | Schillerplatz 12 (Karte)                          | 1717 (Gasthof)                                                                                                | heute anderweitig genutzt, charakteristischer Bau mit hohem, von Fledermausgaupen belebtem Walmdach, das längliche zweigeschossige Hintergebäude mit Mansarddach mittlerweile abgebrochen, Rest der ehemaligen dörflichen Anlage, baugeschichtlich, städtebaulich und stadtentwicklungsgeschichtlich bedeutsam, zudem als ältestes Gebäude von Blasewitz singulär. 1683 erstmals erwähnt, ursprünglich Forsthaus des sächsischen Kurfürsten, 1730 um Gartenlokal erweitert, aus dem später der Schillergarten hervorging, bis 1960 Saal im Obergeschoss für Tanzveranstaltungen genutzt, bis 1990 Gaststätte „Goldbroiler“ und Milchbar im Erdgeschoss, 2004 Neubau mit integrierter Originalfassade, heute Senioren-Zentrum „Am Blauen Wunder“. | 09212666 |
|                                         | Mietshaus mit Ladenzone, in geschlossener Bebauung | Schillerplatz 14 (Karte)                          | um 1885 (Mietshaus)                                                                                           | letzte zweigeschossige Bau des 19. Jahrhunderts am Schillerplatz, baugeschichtlich und städtebaulich bedeutend | 09212670 |
|                                         | Mietshaus in geschlossener Bebauung | Schillerplatz 15 (Karte)                          | 1892/1899 (Mietshaus)                                                                                         | mit Ladenzone, ein auffälliges Gebäude des späten Historismus im ausgehenden 19. Jahrhundert, insbesondere in Anlehnung an die deutsche oder nordeuropäische Renaissance (u. a. Schweifgiebel und architravierte Fenstereinfassungen, teilweise stilisiert) errichtet, gestalterische herausgehoben, baugeschichtlich und künstlerisch bedeutend, zudem als Teil des unverwechselbaren Schillerplatzensembles städtebaulich von Belang und im Zusammenhang mit dem bedeutsamen Vorort Blasewitz stadtentwicklungsgeschichtlich wertvoll | 09212671 |
| Weitere Bilder                          | Mietshaus mit Einfriedung in offener Bebauung | Schubertstraße 26 (Karte)                         | um 1900 (Mietshaus)                                                                                           | repräsentativer historistischer Bau des späten 19. Jahrhunderts, vor allem mit Motiven der Gotik bereichert, innen äußerst großzügiges Treppenhaus mit Teilen der alten Ausstattung, vor allem baugeschichtlich und künstlerisch bedeutend, zudem als Teil des bedeutsamen Vorortes Blasewitz stadtentwicklungsgeschichtlich wertvoll | 09212797 |
|                                         | Mietshaus mit Einfriedung in offener Bebauung | Schubertstraße 28 (Karte)                         | 1897–1898 (Mietshaus)                                                                                         | charakteristischer historistischer Wohnbau der späten Gründerzeit, dominiert von Seitenrisaliten und »französischem« Dach, baugeschichtlich bedeutend, zudem als Teil des bedeutsamen Vorortes Blasewitz stadtentwicklungsgeschichtlich wertvoll | 09212796 |
|                                         | Mietshaus mit Einfriedung | Schubertstraße 30 (Karte)                         | um 1900 (Mietshaus)                                                                                           | Gebäude des späten Historismus im ausgehenden 19. Jahrhundert, insbesondere in Anlehnung an die deutsche oder nordeuropäische Renaissance (u. a. Schweifgiebel und architravierte Fenstereinfassungen) errichtet, baugeschichtlich bedeutend, zudem als Teil des bedeutsamen Vorortes Blasewitz stadtentwicklungsgeschichtlich wertvoll | 09212795 |
|                                         | Wohnhaus mit Hintergebäude in offener Bebauung | Sebastian-Bach-Straße 2 (Karte)                   | um 1865 (Wohnhaus)                                                                                            | als eines der älteren, schon städtisch geprägten Häuser des bedeutsamen Vorortes Blasewitz stadtentwicklungsgeschichtlich wertvoll | 09212677 |
|                                         | Mietshaus mit Einfriedung in offener Bebauung | Sebastian-Bach-Straße 3 (Karte)                   | um 1890 (Mietshaus)                                                                                           | klassischer späthistoristischer Wohnbau, baugeschichtlich bedeutend, zudem als Teil des bedeutsamen Vorortes Blasewitz stadtentwicklungsgeschichtlich wertvoll | 09213011 |
|                                         | Wohnhaus mit Seitengebäude und Einfriedung | Sebastian-Bach-Straße 4 (Karte)                   | um 1865 (Wohnhaus)                                                                                            | charakteristische kleinteilige Hofanlage aus der Mitte des 19. Jahrhunderts, stadtentwicklungsgeschichtlich bedeutend | 09213009 |
|                                         | Mietshaus mit Einfriedung in offener Bebauung | Sebastian-Bach-Straße 5 (Karte)                   | um 1890 (Mietshaus)                                                                                           | klassischer späthistoristischer Wohnbau, baugeschichtlich bedeutend, zudem als Teil des bedeutsamen Vorortes Blasewitz stadtentwicklungsgeschichtlich wertvoll | 09213012 |
|                                         | Wohnhaus in offener Bebauung mit seitlichem Hintergebäude (Wirtschaftsgebäude) | Sebastian-Bach-Straße 6 (Karte)                   | 1860/1870 (Wohnhaus)                                                                                          | als eines der letzten Häuslergebäude oder Handwerkerhäuser des einstigen Bauern- und Fischerdorfes Blasewitz von ortsgeschichtlicher Bedeutung und lokalem Seltenheitswert, dabei größere Anschaulichkeit durch Zusammenhang mit benachbartem gleichartigen Anwesen Sebastian-Bach-Straße 4 | 09213008 |
| Weitere Bilder                          | Pfarr- und Kirchgemeindehaus, dazu Einfriedung und Steinplastik | Sebastian-Bach-Straße 13 (Karte)                  | 1913 (Pfarrhaus)                                                                                              | markanter Bau mit Walmdach, Fassade durch Eingang, halbrunden Vorbau und Steinplastik eines Heiligen belebt, ortsgeschichtlich von Wert Sandsteinplastik „Der verlorene Sohn“ (1928) von Hans Rudolf Hartmann | 09213007 |
| Weitere Bilder                          | Wohnhaus mit Hintergebäude | Sebastian-Bach-Straße 15 (Karte)                  | bezeichnet 1872 (Wohnhaus)                                                                                    | Wohnhaus mit Hintergebäude; letzteres wohl noch älter, als eines der älteren, schon städtisch geprägten Häuser des bedeutsamen Vorortes Blasewitz stadtentwicklungsgeschichtlich wertvoll. | 09213023 |
| Weitere Bilder                          | Villa mit Gartenplastiken (u. a. Putten) und Einfriedung | Sebastian-Bach-Straße 17 (Karte)                  | bezeichnet 1875 (Villa)                                                                                       | Villa mit Gartenplastiken (u. a. Putten) und Einfriedung; markanter historistischer Bau, Wohnhaus des lokal bedeutenden Architekten Karl Emil Scherz; baugeschichtlich und personengeschichtlich bedeutend, zudem als Teil des bedeutsamen Vorortes Blasewitz stadtentwicklungsgeschichtlich wertvoll. | 09213021 |
| Weitere Bilder                          | Villa mit Einfriedung | Sebastian-Bach-Straße 18 (Karte)                  | um 1885 (Villa)                                                                                               | Villa mit Einfriedung; charakteristischer historisierender Bau des ausgehenden 19. Jahrhunderts dominiert von Risalit mit gotisierendem Holzierrat und Ecke mit spitzer Haube, baugeschichtlich und künstlerisch bedeutend, zudem als Teil des bedeutsamen Vorortes Blasewitz stadtentwicklungsgeschichtlich wertvoll. | 09213022 |
| Weitere Bilder                          | Wohnhaus mit Einfriedung in offener Bebauung | Sebastian-Bach-Straße 19 (Karte)                  | um 1865 (Wohnhaus)                                                                                            | als eines der älteren, schon städtisch geprägten Häuser des bedeutsamen Vorortes Blasewitz stadtentwicklungsgeschichtlich wertvoll | 09213020 |
| Weitere Bilder                          | Wohnhaus mit Einfriedung in offener Bebauung, 1883–1884 wohnte hier Karl May | Sebastian-Bach-Straße 22 (Karte)                  | 1872 (Wohnhaus)                                                                                               | personengeschichtlich bedeutend, als Teil von Blasewitz auch stadtentwicklungsgeschichtlich bedeutend. | 09210005 |
| Weitere Bilder                          | Mietvilla mit Einfriedung | Sebastian-Bach-Straße 24 (Karte)                  | um 1895 (Mietvilla)                                                                                           | markantes Gebäude im Stil der deutschen Renaissance, Betonung durch Mittelrisalit mit Giebel, erwähnenswert auch die Fenstereinfassungen, baugeschichtlich bedeutend, zudem als Teil des bedeutsamen Vorortes Blasewitz stadtentwicklungsgeschichtlich wertvoll. | 09213019 |
|                                         | Wohnhaus in offener Bebauung | Simrockstraße 1 (Karte)                           | um 1925 (Wohnhaus)                                                                                            | charakteristisches Wohnhaus der zwanziger Jahre, steht in gestalterischem Zusammenhang mit Tauscherstraße 40/42, baugeschichtlich von Wert, als Teil von Neugruna stadtentwicklungsgeschichtlich bedeutend | 09213801 |
|                                         | Mietshaus mit Einfriedung in offener Bebauung | Simrockstraße 2 (Karte)                           | E. 19. Jh. (Mietshaus)                                                                                        | historistischer Bau mit zeittypischer Klinker-Sandstein-Fassade, erstes Obergeschoss gestalterisch betont, charakteristisches architektonisches Zeugnis seiner Zeit, baugeschichtlich von Wert, als Teil von Neugruna stadtentwicklungsgeschichtlich bedeutend | 09212992 |
|                                         | Sandsteinbrücke mit elbseitigen Flügelmauern über den Spohrgraben / Grunaer Landgraben | Spohrstraße (Karte)                               | um 1900 (Fußgängerbrücke)                                                                                     | qualitätvolles Beispiel der Brückenbaukunst um 1900, an dieser Stelle auch ortsbildprägend | 09213803 |
|                                         | Mietvilla mit Einfriedung | Spohrstraße 1 (Karte)                             | bezeichnet 1898 (Mietvilla)                                                                                   | repräsentativer historistischer Wohnbau des ausgehenden 19. Jahrhunderts mit teilweise geschweiftem Giebel einschließlich Fächerrosetten über dem Mittelrisalit der Straßenfront, Schweifgiebel an der Seite, architravierten Fenstereinfassung und Eckbetonungen vor allem in Anlehnung an die deutsche Renaissance errichtet, auffällig die offene Veranda mit Säulen sowie Pfeilern, baugeschichtlich und künstlerisch bedeutend, zudem als Teil des bedeutsamen Vorortes Blasewitz stadtentwicklungsgeschichtlich von Belang | 09213003 |
| Weitere Bilder                          | Mietvilla mit Einfriedung in Ecklage | Spohrstraße 3 (Karte)                             | bezeichnet 1899 (Mietvilla)                                                                                   | repräsentativer historistischer Wohnbau des ausgehenden 19. Jahrhunderts mit geschweiften Giebeln, Eckturm, architravierten Fenstereinfassung, zum Teil mit Vorhangbogen-Motiv, Zweischneußen auf den Sandsteinbrüstungen sowie Spitzbogenöffnungen vor allem in Anlehnung an die deutsche Renaissance und die Gotik errichtet, auffällig die offene Veranda mit Pfeilern und Säule, baugeschichtlich und künstlerisch bedeutend, zudem als Teil des bedeutsamen Vorortes Blasewitz stadtentwicklungsgeschichtlich von Belang | 09213002 |
|                                         | Villa mit Hintergebäude und Einfriedung | Tauscherstraße 7 (Karte)                          | um 1890 (Villa)                                                                                               | historisierender Bau, Betonung durch Mittelrisalit, baugeschichtlich von Wert, als Teil von Neugruna stadtentwicklungsgeschichtlich bedeutend | 09212939 |
|                                         | Villa mit Schalenbrunnen, Hofpflaster und Einfriedung | Tauscherstraße 8 (Karte)                          | um 1895 (Villa)                                                                                               | historisierendes Villengebäude mit Turmanbau und Veranda an der Gartenseite, als Beispiel für die Architektur des ausgehenden 19. Jahrhunderts baugeschichtlich bedeutend, zudem als Teil von Blasewitz-Neugruna stadtentwicklungsgeschichtlich von Wert | 09213802 |
| Weitere Bilder                          | Villa mit Wirtschaftsgebäude und Einfriedung | Tauscherstraße 9 (Karte)                          | um 1875 (Villa)                                                                                               | charakteristischer Bau des frühen Historismus mit Anklängen an den Schweizerhausstil (weite Dachüberstände und Laubsägearbeiten), noch als Landhaus errichtet, mit erhöhtem Mittelteil, Fassadengestaltung authentisch, baugeschichtlich wertvoll, als Teil von Neugruna stadtentwicklungsgeschichtlich bedeutend | 09213040 |
| Weitere Bilder                          | Wohnhaus mit Einfriedung in offener Bebauung | Tauscherstraße 9b (Karte)                         | 1927–1928 (Wohnhaus)                                                                                          | später Bau der Reformarchitektur nach dem Ersten Weltkrieg, weitestgehend schmucklos, mit hohem Dach, Belebung durch Klappläden, baugeschichtlich von Wert, als Teil von Neugruna stadtentwicklungsgeschichtlich bedeutend | 09213041 |
|                                         | Wohnhaus mit Einfriedung in offener Bebauung | Tauscherstraße 10 (Karte)                         | um 1910 (Wohnhaus)                                                                                            | Bau der Reformarchitektur nach 1900, als Teil von Neugruna stadtentwicklungsgeschichtlich bedeutend | 09212940 |
| Weitere Bilder                          | Wohnhaus mit Einfriedung in offener Bebauung | Tauscherstraße 11 (Karte)                         | 1927–1928 (Wohnhaus)                                                                                          | charakteristisches Beispiel des Kleinwohnungs- und Siedlungsbaus um 1925, Fassaden belebt von expressionistischen Gestaltungselementen, wie spitzbogigen Putzblenden und spitzen Aufsätzen, baugeschichtlich bedeutend, zudem als Teil von Neugruna stadtentwicklungsgeschichtlich bedeutend | 09213028 |
|                                         | Villa mit Einfriedung | Tauscherstraße 14 (Karte)                         | um 1875 (Villa)                                                                                               | markantes landhausartiges Gebäude mit Elementen des Schweizerhausstils, u. a. Dachüberständen und Laubsägearbeiten, bemerkenswert auch der schmiedeeiserne offene Vorbau, baugeschichtlich und in Teilen künstlerisch von Wert, als Teil von Neugruna stadtentwicklungsgeschichtlich bedeutend | 09213039 |
|                                         | Einzeldenkmale der Sachgesamtheit Wohnanlage Bauverein-Gartenheim Blasewitz (Obj. 09305719): Doppelhaus mit Einfriedung | Tauscherstraße 15; 17 (Karte)                     | 1924–1926 (Doppelwohnhaus)                                                                                    | als Teil einer mit Walmdächern, Klappläden, farbigen Bändern und Ornamentik vor allem im traditionellen Sinne gestalteten, bemerkenswerten Wohnanlage des für Dresden wichtigen Architekten Otto Schubert aus der Zeit um 1925 baugeschichtlich und stadtentwicklungsgeschichtlich sowie künstlerisch bedeutend | 09306009 |
|                                         | Sachgesamtheit Wohnanlage Bauverein-Gartenheim Blasewitz mit folgenden Einzeldenkmalen: Doppelhaus Tauscherstraße 15, 17 (Obj. 09306009), Wohnhaus Tauscherstraße 19 (Obj. 09306010), Wohnhaus Tauscherstraße 27 (Obj. 09306011), Häuserzeile Tauscherstraße 21, 23, 25 (Obj. 09213090) und Doppelhaus an der Tolkewitzer Straße 42, 44 (siehe Obj. 09213106) sowie der Einfriedungen und den anderweitigen Außenanlagen vor und hinter den Gebäuden als Sachgesamtheitsteilen | Tauscherstraße 15; 17; 19; 21; 23; 25; 27 (Karte) | 1924–1926 (Wohnanlage)                                                                                        | Anlage aus fünf etwa symmetrisch angeordneten, traditionell gestalteten Gebäuden mit gestaltetem Umfeld und Einfriedungen, Bauten durch farbig gefasste Profile, Klappläden, Giebelfelder usw. belebt, die Lochfassaden mittels Loggienöffnungen abwechslungsreich gestaltet, anspruchsvoll geplante Anlage, Bauten heben sich durch die stimmig gehaltenen Fassaden von zeitgleich entstandenen Gebäuden ab, Werk des für Dresden wichtigen Architekten Otto Schubert, Wohnanlage baugeschichtlich und stadtentwicklungsgeschichtlich sowie künstlerisch bedeutend | 09305719 |
|                                         | Einzeldenkmale der Sachgesamtheit Wohnanlage Bauverein-Gartenheim Blasewitz (Obj. 09305719): Wohnhaus mit Einfriedung | Tauscherstraße 19 (Karte)                         | 1924–1926 (Mehrfamilienwohnhaus)                                                                              | als Teil einer mit Walmdächern, Klappläden, farbigen Bändern und Ornamentik vor allem im traditionellen Sinne gestalteten, bemerkenswerten Wohnanlage des für Dresden wichtigen Architekten Otto Schubert aus der Zeit um 1925 baugeschichtlich und stadtentwicklungsgeschichtlich sowie künstlerisch bedeutend | 09306010 |
|                                         | Einzeldenkmale der Sachgesamtheit Wohnanlage Bauverein-Gartenheim Blasewitz (Obj. 09305719): Häuserzeile mit Einfriedung | Tauscherstraße 21; 23; 25 (Karte)                 | 1924–1926 (Mehrfamilienwohnhaus)                                                                              | als Teil einer mit Walmdächern, Klappläden, farbigen Bändern und Ornamentik vor allem im traditionellen Sinne gestalteten, bemerkenswerten Wohnanlage des für Dresden wichtigen Architekten Otto Schubert aus der Zeit um 1925 baugeschichtlich und stadtentwicklungsgeschichtlich sowie künstlerisch bedeutend | 09213090 |
|                                         | Einzeldenkmale der Sachgesamtheit Wohnanlage Bauverein-Gartenheim Blasewitz (Obj. 09305719): Wohnhaus mit Einfriedung | Tauscherstraße 27 (Karte)                         | 1924–1926 (Mehrfamilienwohnhaus)                                                                              | als Teil einer mit Walmdächern, Klappläden, farbigen Bändern und Ornamentik vor allem im traditionellen Sinne gestalteten, bemerkenswerten Wohnanlage des für Dresden wichtigen Architekten Otto Schubert aus der Zeit um 1925 baugeschichtlich und stadtentwicklungsgeschichtlich sowie künstlerisch bedeutend | 09306011 |
|                                         | Mietshaus mit Einfriedung, in offener Bebauung | Tauscherstraße 32 (Karte)                         | um 1910 (Mietshaus)                                                                                           | Bau der Reformarchitektur nach 1900, versachlicht, fast schmucklos, wohl auch vereinfacht, als Teil von Neugruna stadtentwicklungsgeschichtlich bedeutend | 09213087 |
|                                         | Mietvilla mit Einfriedung | Tauscherstraße 34 (Karte)                         | bezeichnet 1895 (Mietvilla)                                                                                   | charakteristischer Bau des Historismus, auffällig und typisch die offene, zweigeschossige Veranda mit Laubsägearbeiten, in Anlehnung an den Schweizerhausstil, baugeschichtlich von Wert, als Teil von Neugruna stadtentwicklungsgeschichtlich bedeutend | 09213088 |
|                                         | Doppelwohnhaus in offener Bebauung | Tauscherstraße 40; 42 (Karte)                     | um 1930 (Doppelwohnhaus)                                                                                      | traditioneller Rechteckbau mit Walmdach, belebt von expressionistischen Backsteinelementen, architektonisches Zeugnis für die Zeit um 1930, Beispiel des damaligen Kleinwohnungs- und Siedlungsbaus, baugeschichtlich von Wert, als Teil von Neugruna stadtentwicklungsgeschichtlich bedeutend | 09213089 |
| Weitere Bilder                          | Villa Haenel: Villa mit Einfriedung | Tauscherstraße 44 (Karte)                         | 1889 (Villa)                                                                                                  | markantes historisierendes Villengebäude mit malerischem Baukörper, Turmanbau, Zierfachwerk im ausgebauten Dach und gestalterisch hervorgehobenem Eingangsbereich, baugeschichtlich von Wert, als Teil von Neugruna stadtentwicklungsgeschichtlich bedeutend | 09213091 |
| Weitere Bilder                          | Mietvilla | Thielaustraße 5 (Karte)                           | A. 20. Jh. (Mietvilla)                                                                                        | mit markantem Baukörper der in einem hohen Dach kulminiert und wenigem, aber akzentuierendem Dekor Beispiel der Reformarchitektur nach 1900, baugeschichtlich bedeutend, zudem als Teil von Blasewitz stadtentwicklungsgeschichtlich von Belang | 09212888 |
|                                         | Mietshaus mit Einfriedung in offener Bebauung | Tolkewitzer Straße 13 (Karte)                     | um 1875 (Mietshaus)                                                                                           | auch früher Erdgeschoss als Restaurant genutzt (u. a. Restaurant zum grünen Kranz) markanter historistischer Bau aus der zweiten Hälfte des 19. Jahrhunderts, mit den Spitzbögen im Erdgeschoss und im Giebel des Zwerchhauses vor allem in Anlehnung an die Gotik errichtete, dabei aber unverwechselbar gestaltet, baugeschichtlich bedeutend, zudem als Teil von Blasewitz stadtentwicklungsgeschichtlich von Belang | 09212921 |
|                                         | Doppelwohnhaus einer u-förmigen Wohnanlage mit drei traditionalistisch gestalteten Gebäuden, Grünbereich und verbindenden Portalen | Tolkewitzer Straße 15; 17 (Karte)                 | um 1930 (Doppelwohnhaus)                                                                                      | baugeschichtlich bedeutend (siehe auch Fuchsstraße 5/7/9/11) | 09213776 |
|                                         | Mietshaus mit Einfriedung in Ecklage und offener Bebauung | Tolkewitzer Straße 22 (Karte)                     | spätes 19. Jh. (Mietshaus)                                                                                    | im Eingangsbereich Ausmalung (als Dekorationsmalerei) mit Puttendarstellung an der Decke, wohl jüngeren Datums, und holländischen Seestücke, Gebäude im Zusammenhang mit Blasewitz stadtentwicklungsgeschichtlich von Belang, die Dekorationsmalerei kunsthistorisch und künstlerisch bedeutend | 09212931 |
|                                         | Villa mit Garten und Einfriedung | Tolkewitzer Straße 32 (Karte)                     | um 1885 (Villa)                                                                                               | mit der Dreiteilung seiner Fassade, charakteristisches Beispiel für die damals in und um Dresden vorherrschende Semper-Nikolai-Schule, auch Dresdner Schule genannt, baugeschichtlich bedeutend, ihre ausgewogene und anspruchsvolle Gestaltung (leicht vorgezogener Mittelrisalit, aufwendig gestalteter Balkon, Rundbogenöffnungen im Obergeschoss, akzentuierende Gliederungs- und Putzelementen sowie hohes markantes Mansarddach) begründen künstlerischen Wert, zudem im Zusammenhang mit Blasewitz stadtentwicklungsgeschichtlich von Belang | 09213070 |
|                                         | Mietshaus mit Einfriedung in offener Bebauung | Tolkewitzer Straße 33 (Karte)                     | spätes 19. Jh. (Mietshaus)                                                                                    | wohl etwas reduzierter, klassischer historistische Wohnbau des ausgehenden 19. Jahrhunderts, mit der Dreiteilung seiner Fassade noch Beispiel der damals in und um Dresden vorherrschende Semper-Nikolai-Schule, auch Dresdner Schule genannt, baugeschichtlich bedeutend, zudem im Zusammenhang mit Blasewitz stadtentwicklungsgeschichtlich von Belang | 09213072 |
| Weitere Bilder                          | Mietshaus mit Einfriedung in offener Bebauung (Draesekestraße 1 und Tolkewitzer Straße 34) | Tolkewitzer Straße 34 (Karte)                     | bezeichnet 1885 (Mietshaus)                                                                                   | Ladeneinbau im Erdgeschoss, zeittypischer historistischer Klinker-Werkstein-Bau der Gründerzeit, dominiert von Eckturm, Belebung durch aufwendige Fassadengestaltung, baugeschichtlich und künstlerisch bedeutend, als Teil von Blasewitz auch stadtentwicklungsgeschichtlich von Belang | 09213071 |
|                                         | Mietshaus mit Einfriedung in Ecklage und offener Bebauung | Tolkewitzer Straße 35 (Karte)                     | spätes 19. Jh. (Mietshaus)                                                                                    | markanter historistische Wohnbau des ausgehenden 19. Jahrhunderts, durch seine Lage hervorgehoben, baugeschichtlich bedeutend, zudem im Zusammenhang mit Blasewitz stadtentwicklungsgeschichtlich von Belang | 09213073 |
|                                         | Mietshaus mit Einfriedung in offener Bebauung | Tolkewitzer Straße 37 (Karte)                     | spätes 19. Jh. (Mietshaus)                                                                                    | im Zusammenhang mit dem bedeutsamen Vorort Blasewitz stadtentwicklungsgeschichtlich von Belang | 09213074 |
|                                         | Straßenbahnhof: Fahrzeughalle (um 1925) und seitlicher Kopfbau des ehemaligen Pferde- bzw. Straßenbahnhofs (1872) | Tolkewitzer Straße 38; 38a (Karte)                | 1872, Gebäude E, ehem. Pferdebahnhof (Straßenbahndepot), um 1925, Gebäude A, Fahrzeughalle (Straßenbahndepot) | Fahrzeughalle gestalterisch markanter Zweckbau der zwanziger Jahre mit expressionistisch gestalteter, segmentbogenförmiger Überdachung, der giebelständige Kopfbau des historisierenden Vorgängerbaus mit steinsichtiger Fassade einziger noch erhaltene Bau eines Pferdebahnhofs in Dresden, baugeschichtlich, ortsgeschichtlich und verkehrsgeschichtlich bedeutend | 09213077 |
|                                         | Mietshaus mit Einfriedung in offener Bebauung | Tolkewitzer Straße 39 (Karte)                     | spätes 19. Jh. (Mietshaus)                                                                                    | im Zusammenhang mit dem bedeutsamen Vorort Blasewitz stadtentwicklungsgeschichtlich von Belang | 09213076 |
|                                         | Mietshaus in Ecklage und offener Bebauung | Tolkewitzer Straße 41 (Karte)                     | um 1900 (Mietshaus)                                                                                           | repräsentativer historistischer Wohnbau des ausgehenden 19. Jahrhunderts mit geschweiften Giebeln, Eckturm, architravierten Fenstereinfassung usw., vor allem in Anlehnung an die deutsche Renaissance errichtet, baugeschichtlich und künstlerisch bedeutend, bildet beeindruckend Front mit den Häusern Spohrstraße 1 und 3, zudem als Teil des bedeutsamen Vorortes Blasewitz stadtentwicklungsgeschichtlich von Belang | 09213004 |
|                                         | Einzeldenkmal der Sachgesamtheit Wohnanlage Bauverein-Gartenheim Blasewitz (Obj. 09305719): Doppelhaus mit Einfriedung | Tolkewitzer Straße 42; 44 (Karte)                 | 1924–1926 (Doppelwohnhaus)                                                                                    | als Teil einer mit Walmdächern, Klappläden, farbigen Bändern und Ornamentik vor allem im traditionellen Sinne gestalteten, bemerkenswerten Wohnanlage des für Dresden wichtigen Architekten Otto Schubert aus der Zeit um 1925 baugeschichtlich und stadtentwicklungsgeschichtlich sowie künstlerisch bedeutend | 09213106 |
|                                         | Mietvilla mit Einfriedung | Tolkewitzer Straße 46 (Karte)                     | 1897–1898 (Mietvilla)                                                                                         | charakteristischer Klinker-Werkstein-Bau des Historismus um 1900, vor allem im Stil der deutschen Renaissance, dabei auch einige barocke Elemente, Teil von Blasewitz/Neugruna, baugeschichtlich und stadtentwicklungsgeschichtlich bedeutend | 09213101 |
|                                         | Villa von Borcken: Villa mit Garten, Nebengebäude und Einfriedung | Tolkewitzer Straße 47; 47a (Karte)                | 1894–1895 (Villa)                                                                                             | repräsentativer Historismusbau im Stil der deutschen Renaissance mit reicher Innenausstattung, darunter Ausmalung als Dekorationsmalerei, im Garten Brunnen und kleine Brücke, baugeschichtlich, künstlerisch und stadtentwicklungsgeschichtlich bedeutend nach Entwürfen von Karl Emil Scherz für die pommersche Adelsfamilie von Borcken erbaut, zeitweilig von Galerist Heinrich Kühl bewohnt | 09213772 |
|                                         | Villa mit Ecklaube, Nebengebäude und Einfriedung | Tolkewitzer Straße 49 (Karte)                     | 1911–1912 (Villa), 1933–1934 (Nebengebäude)                                                                   | mit markantem Baukörper, der in einem hohen Dach kulminiert und fast schmucklosen Fassaden charakteristisches Beispiel der Reformarchitektur nach 1900, baugeschichtlich bedeutend, Haupthaus, Nebengebäude, Laube und Einfriedung bilden dabei eine Einheit von Denkmalwert | 09212998 |
|                                         | Mietvilla mit Einfriedung | Tolkewitzer Straße 50 (Karte)                     | 1870/1880 (Mietvilla)                                                                                         | markanter italienisierender Bau mit bemerkenswerter Treppenhausausstattung, Teil von Neugruna, baugeschichtlich, künstlerisch und stadtentwicklungsgeschichtlich bedeutend | 09212990 |
|                                         | Villa mit großem Gartengrundstück | Tolkewitzer Straße 53 (Karte)                     | vor 1875 (Villa)                                                                                              | markanter historistischer Bau seiner Zeit, vor 1875 entstanden, gehört somit zu den ältesten Landhäusern von Blasewitz und Neugruna, architektonische Umsetzung eines Sommerhauses mit großzügigem Gartengrundstück, wirkt in den Elbraum, baugeschichtlich, baukünstlerisch und landschaftsgestalterisch bedeutend | 09213000 |
|                                         | Mietvilla mit originalen Teilen der Einfriedung | Tolkewitzer Straße 54 (Karte)                     | um 1890 (Mietvilla)                                                                                           | dominiert von mittigem Anbau mit Spitze, zeittypischer historistischer Bau, Teil von Blasewitz/Neugruna, baugeschichtlich und stadtentwicklungsgeschichtlich bedeutend | 09213094 |
|                                         | Mietvilla mit Einfriedung | Traubestraße 3 (Karte)                            | bezeichnet 1892 (Mietvilla)                                                                                   | markanter historistischer Bau mit zeittypischer Klinker-Sandstein-Fassade, insbesondere Mittelrisalit gestalterisch betont, charakteristisches architektonisches Zeugnis seiner Zeit, baugeschichtlich von Wert, als Teil von Neugruna stadtentwicklungsgeschichtlich bedeutend | 09212966 |
|                                         | Mietshaus mit Einfriedung in offener Bebauung | Traubestraße 8 (Karte)                            | um 1890 (Mietshaus)                                                                                           | historistischer Bau, dominiert von einem mit Schweifgiebel bekrönte Mittelrisalit, in Anlehnung an die Deutsche Renaissance gestaltet, etwas vereinfacht, dennoch charakteristisches architektonisches Zeugnis seiner Zeit, baugeschichtlich von Wert, als Teil von Neugruna stadtentwicklungsgeschichtlich bedeutend | 09212965 |
|                                         | Mietvilla mit Einfriedung | Traubestraße 14 (Karte)                           | um 1910 (Mietvilla)                                                                                           | Wohngebäude der frühen Sachlichkeit Anfang des 20. Jahrhunderts, hohes Dach, betonte Mitte, fast schmucklos, belebend nur die Spiegelflächen unter den Fenstern, baugeschichtlich von Wert, als Teil von Neugruna stadtentwicklungsgeschichtlich bedeutend | 09212964 |
|                                         | Mietshaus mit Laden und Einfriedung in offener Bebauung | Traubestraße 16 (Karte)                           | um 1910 (Mietshaus)                                                                                           | charakteristischer, im Reformstil mit wenigen Schmuck- und Gliederungselementen errichteter Bau seiner Zeit, baugeschichtlich bedeutend und als Teil von Blasewitz/Neugruna stadtentwicklungsgeschichtlich von Belang | 09212959 |
| Weitere Bilder                          | Königsheim-Denkmal: Einzeldenkmal der Sachgesamtheit Blasewitzer Waldpark- und Villenanlage (Obj. 09213805): Denkmal | Vogesenweg (Karte)                                | bezeichnet 1888 (Denkmal)                                                                                     | Findling mit Relief und Inschrifttafel, erinnert an Arthur Willibald Königsheim, den Begründer des Waldparks; ortsgeschichtlich und personengeschichtlich bedeutend | 09306649 |
| Weitere Bilder                          | Villa mit Einfriedung | Vogesenweg 1 (Karte)                              | Ende 19. Jh. (Villa)                                                                                          | repräsentativer Wohnbau des ausgehenden 19. Jahrhunderts im Stil der deutschen Renaissance oder im so genannten Altdeutschen Stil mit den dafür typischen Elementen, wie Schweif- und Treppengiebeln, Erkern und anderweitigen Anbauten sowie reichem Fassadenschmuck, abgesehen davon für die Zeit charakteristische Klinker-Sandstein-Fassade, innen wohl auch noch Teile der ursprünglichen Ausstattung erhalten, gestalterisch hervorgehoben, baugeschichtlich und künstlerisch bedeutend, zudem als Teil des bedeutsamen Vorortes Blasewitz stadtentwicklungsgeschichtlich von Belang | 09212775 |
| Weitere Bilder                          | Villa mit Einfriedung | Vogesenweg 2 (Karte)                              | um 1895 (Villa)                                                                                               | repräsentativer Wohnbau des ausgehenden 19. Jahrhunderts im Stil der deutschen Renaissance oder im so genannten Altdeutschen Stil mit den dafür typischen Elementen, wie Schweifgiebeln, Erkern und anderweitigen Anbauten sowie markantem Fassadenschmuck, abgesehen davon für die Zeit charakteristische Klinker-Sandstein-Fassade, gestalterisch hervorgehoben, baugeschichtlich und künstlerisch bedeutend, zudem als Teil des bedeutsamen Vorortes Blasewitz stadtentwicklungsgeschichtlich von Belang | 09212774 |
| Weitere Bilder                          | Einzeldenkmal der Sachgesamtheit Blasewitzer Waldpark- und Villenanlage (Obj. 09213805): Villa mit kleinem Gartenhaus, Villengarten und Einfriedung | Vogesenweg 4 (Karte)                              | 1894 (Villa)                                                                                                  | eines der aufwendigsten und großzügigsten Anwesen von Blasewitz, historisierender Bau auf hohem, massivem Sockel, im Stil der deutschen Renaissance mit den dafür typischen Elementen, wie Fachwerkgiebel, Erker sowie äußerst reichem Fassadenschmuck, wie Beschlagwerk, Köpfen von Landsknechten, Fächerrosetten usw. errichtet, gestalterisch markant, baugeschichtlich und künstlerisch bedeutend, zudem als Teil der Blasewitzer Waldpark- und Villenanlage landschaftsgestalterisch bedeutend | 09212736 |
| Weitere Bilder                          | Einzeldenkmal der Sachgesamtheit Blasewitzer Waldpark- und Villenanlage (Obj. 09213805): Villa und Villengarten | Vogesenweg 6 (Karte)                              | 1890 (Villa)                                                                                                  | historisierender Bau des ausgehenden 19. Jahrhunderts mit zeittypischer Fassadengestaltung, innen noch Ausstattungselemente der Entstehungszeit, baugeschichtlich von Wert und als Teil der Blasewitzer Waldpark- und Villenanlage landschaftsgestalterisch und städtebaulich bedeutend | 09216934 |
| Direkt Bild zu diesem Denkmal hochladen | Einzeldenkmal der Sachgesamtheit Blasewitzer Waldpark- und Villenanlage (Obj. 09213805): Waldpark | Vogesenweg 8 8a 10 (Karte)                        | 1869 (Waldpark)                                                                                               | 23 ha großer gestalteter Waldpark inmitten eines Kranzes von Villenanwesen, einzigartiges Zeugnis der Garten- und Landschaftsarchitektur sowie des Städtebaus aus der zweiten Hälfte des 19. Jahrhunderts an dem die bedeutenden Gartenkünstler Hermann Sigismund Neumann, Eduard Petzold und Max Bertram mitwirkten, gartengeschichtlich, gartenkünstlerisch, landschaftsgestalterisch, städtebaulich und stadtentwicklungsgeschichtlich bedeutend, zudem in dieser Form singulär | 09306812 |
| Weitere Bilder                          | Villa mit Einfriedung | Voglerstraße 4 (Karte)                            | um 1863 (Villa)                                                                                               | charakteristisches und gestalterisch qualitätvolles Villengebäude mit symmetrischer Fassadengliederung, und markanter hölzerner Veranda, als Zeugnis der Architektur des ausgehenden 19. Jahrhunderts baugeschichtlich bedeutend, zudem als Teil von Blasewitz stadtentwicklungsgeschichtlich von Wert | 09213804 |
|                                         | Villa mit Toranlage und Einfriedung | Wägnerstraße 1 (Karte)                            | 1895–1896 (Villa)                                                                                             | trotz Veränderungen immer noch markanter und das Ortsbild prägender Bau, Architekt Martin Pietzsch, baugeschichtlich von Belang, zudem als Teil des Vorortes Blasewitz stadtentwicklungsgeschichtlich von Bedeutung | 09212850 |
|                                         | Villa mit Einfriedung | Wägnerstraße 3 (Karte)                            | 1914 (Villa)                                                                                                  | mit markantem Baukörper der in einem hohen Dach kulminiert und wenigem, aber akzentuierendem Dekor bemerkenswertes Beispiel der Reformarchitektur nach 1900, auffällige das Zwerchhaus und die Pforte in der Einfriedung, die gestalterisch miteinander korrespondieren, baugeschichtlich bedeutend, zudem als Teil von Blasewitz stadtentwicklungsgeschichtlich von Belang | 09212849 |
|                                         | Villa mit Einfriedung | Wägnerstraße 5 (Karte)                            | spätes 19. Jh. (Villa)                                                                                        | historistischer Wohnbau seiner Zeit, mit der Dreiteilung seiner Fassade, charakteristisches Beispiel für um 1875 in und um Dresden vorherrschende Semper-Nikolai-Schule, auch Dresdner Schule genannt, baugeschichtlich bedeutend, zudem als Teil von Blasewitz stadtentwicklungsgeschichtlich von Belang | 09212874 |
|                                         | Villa Fabrisius: Villa mit Einfriedung und Ateliergebäude | Wägnerstraße 6 (Karte)                            | 1898–1901 (Villa)                                                                                             | letzteres heute einfaches Hintergebäude ohne besondere Nutzung, malerischer Wohnbau zwischen Historismus und Reformstil, mit Sandstein- und Fachwerkgliederungen, geschweiften Giebeln, Erker, Holzveranda und Altan, baugeschichtlich bedeutend, sowie als Teil von Blasewitz stadtentwicklungsgeschichtlich von Belang | 09212875 |
|                                         | Villa Günther; Villa Barthel | Wägnerstraße 8 (Karte)                            | 1904 (Villa)                                                                                                  | Villa mit Einfriedung und Garten; bemerkenswerter Jugendstilbau mit hohem gestalterischen Anspruch, versachlichte Fassaden mit wenigem, aber wirkungsvoll akzentuierendem Schmuck, auffällig der Wintergarten, Werk des lokal bedeutenden Architekten Martin Pietzsch, baugeschichtlich und künstlerisch bedeutend, in ihrer Form in Dresden singulär, zudem als Teil von Blasewitz stadtentwicklungsgeschichtlich von Belang | 09212690 |
| Weitere Bilder                          | Mietvilla mit Einfriedung | Wägnerstraße 10 (Karte)                           | um 1895 (Mietvilla)                                                                                           | markanter historistischer Wohnbau des ausgehenden 19. Jahrhunderts, im Stil der deutschen Renaissance mit den dafür typischen Elementen, wie Fachwerkgiebel, Eckbetonungen und architravierten Fenstereinfassungen errichtet, Klinker-Werkstein-Fronten, seitlich offene Holzveranda, baugeschichtlich bedeutend, zudem als Teil des bedeutsamen Vorortes Blasewitz stadtentwicklungsgeschichtlich von Belang von Martin Pietzsch im Jugendstil erbaut, ab den 1930er Jahren im Besitz des Fabrikanten Egbert Günther, nach 1945 enteignet, zeitweilig als Kulturhaus von Günthers Angestellten genutzt, später als Außenstelle der Stasi eingerichtet, 1994 rekonstruiert, heute Büro- und Wohnhaus | 09212689 |
| Weitere Bilder                          | Villa mit Einfriedung | Wägnerstraße 12 (Karte)                           | 1895–1896 (Villa)                                                                                             | markanter historistischer Wohnbau des ausgehenden 19. Jahrhunderts, vor allem im Stil der deutschen Renaissance mit den dafür typischen Elementen, wie Fachwerkgiebel, Turmanbau usw. errichtet, baugeschichtlich bedeutend, zudem als Teil des bedeutsamen Vorortes Blasewitz stadtentwicklungsgeschichtlich von Belang | 09212688 |
| Weitere Bilder                          | Villa Elisabeth: Villa mit Nebengebäude, Garten und Einfriedung | Wägnerstraße 14 (Karte)                           | um 1895 (Villa)                                                                                               | markanter historistischer Wohnbau des ausgehenden 19. Jahrhunderts, vor allem im Stil der deutschen Renaissance mit den dafür typischen Elementen, wie Fachwerkgiebel, Turmanbau usw. errichtet, baugeschichtlich bedeutend, zudem als Teil des bedeutsamen Vorortes Blasewitz stadtentwicklungsgeschichtlich von Belang | 09212687 |
| Weitere Bilder                          | Mietvilla mit Einfriedung | Wägnerstraße 16 (Karte)                           | um 1900 (Mietvilla)                                                                                           | charakteristisches Klinkergebäude des späten Historismus mit verschiedenfarbigen Steinen, vor allem in Anlehnung an die Gotik gestaltet, dabei stilisiert, dominiert von Eckturm, weiteren Anbauten und Treppengiebeln, baugeschichtlich und künstlerisch bedeutend, als Teil von Blasewitz auch stadtentwicklungsgeschichtlich von Belang | 09212886 |
| Weitere Bilder                          | Villa mit Einfriedung | Wägnerstraße 17 (Karte)                           | um 1905 (Villa)                                                                                               | in seiner heutigen Form mit markantem Baukörper der in einem hohen Dach kulminiert und wenigem, aber akzentuierendem Dekor insbesondere Beispiel der Reformarchitektur nach 1900, baugeschichtlich bedeutend, zudem als Teil von Blasewitz stadtentwicklungsgeschichtlich von Belang | 09212907 |
| Weitere Bilder                          | Mietvilla mit Einfriedung | Wägnerstraße 18 (Karte)                           | 1905 (Mietvilla)                                                                                              | eines der markantesten Jugendstilgebäude von Dresden mit eigenwilliger Fassadengestaltung, die sich partiell an dem Englischen Landhausstil anlehnt, und weitestgehend original erhaltener Ausstattung, baugeschichtlich-künstlerisch und als Teil von Blasewitz stadtentwicklungsgeschichtlich bedeutend von Martin Pietzsch im Jugendstil mit Mansarddach erbaut, Erker z. T. mit Fachwerk, u. a. von Charlotte Basté bewohnt, in den 1990er Jahren saniert, seither mit blaugrüner Fassade | 09212887 |
| Weitere Bilder                          | Mietvilla mit Einfriedung | Wägnerstraße 19 (Karte)                           | 1870/1880 (Villa)                                                                                             | sehr schöne Holzveranda mit auffälligen Schmuckelementen, baugeschichtlich bedeutend, | 09213770 |
| Weitere Bilder                          | Villa mit Einfriedung in Ecklage | Wägnerstraße 21 (Karte)                           | 1894 (Villa)                                                                                                  | historisierendes Gebäude mit nobler Fassadengestaltung, Akzente durch hölzerne Traufkonsolen, Balkon und Eingangsbereich, baugeschichtlich, künstlerisch bedeutend, zudem als Teil von Blasewitz stadtentwicklungsgeschichtlich von Belang | 09212905 |
| Weitere Bilder                          | Mietvilla mit Einfriedung | Wägnerstraße 23 (Karte)                           | um 1880 (Mietvilla)                                                                                           | als eines der älteren, schon städtisch geprägten Häuser des bedeutsamen Vorortes Blasewitz stadtentwicklungsgeschichtlich wertvoll | 09213771 |
| Weitere Bilder                          | Bürgerschule: Eigentliches Schulgebäude an der Wägnerstraße, frei stehendes Nebengebäude an der Brucknerstraße (ehemalige Übelsche Villa), Brunnen und Einfriedung | Wägnerstraße 24; 26 (Karte)                       | 1874–1876 (Schule)                                                                                            | dominierende Haupttrakt breitgelagert, über L-förmigem Grundriss, dazu rückwärtiger Anbau mit moderner Erweiterung (letztere kein Kulturdenkmal), Gebäude zeigen charakteristische historisierende Fassade, vor allem in Anlehnung an die Deutsche Renaissance gestaltet, baugeschichtlich, ortsgeschichtlich und stadtentwicklungsgeschichtlich bedeutend. | 09212892 |
| Weitere Bilder                          | Villa Ganymeda: Villa mit Einfriedung in Ecklage | Wägnerstraße 25 (Karte)                           | 1876 (Villa)                                                                                                  | typischer spätklassizistischer Bau mit nobler Fassadengestaltung, an der Front zur Brucknerstraße Nischenfigur, baugeschichtlich und künstlerisch bedeutend, zudem als Teil von Blasewitz stadtentwicklungsgeschichtlich von Belang | 09212899 |
| Weitere Bilder                          | Villa Urania: Mietvilla mit Einfriedung in Ecklage | Wägnerstraße 27 (Karte)                           | bezeichnet 1886 (Mietvilla)                                                                                   | markanter historistischer Wohnbau des ausgehenden 19. Jahrhunderts, dominierend die Fachwerkzier, baugeschichtlich und künstlerisch bedeutend, zudem als Teil von Blasewitz stadtentwicklungsgeschichtlich von Belang | 09212897 |
| Weitere Bilder                          | Villa Siems: Einzeldenkmal der Sachgesamtheit Blasewitzer Waldpark- und Villenanlage (Obj. 09213805): Villa sowie Garten und Einfriedung als Sachgesamtheitsteile | Waldparkstraße 1 (Karte)                          | 1889 (Villa)                                                                                                  | markanter historisierender Wohnbau des ausgehenden 19. Jahrhunderts, mit charakteristischem Giebel, Eckbetonungen usw. in Anlehnung an die deutsche oder nordeuropäische Renaissance gestaltet, baugeschichtlich und künstlerisch bedeutend, zudem als Teil von Blasewitz landschaftsgestalterisch und stadtentwicklungsgeschichtlich von Belang. | 09212735 |
|                                         | Einzeldenkmal der Sachgesamtheit Blasewitzer Waldpark- und Villenanlage (Obj. 09213805): Villa sowie Garten und Einfriedung als Sachgesamtheitsteile | Waldparkstraße 3 (Karte)                          | um 1885 (Villa)                                                                                               | im Zusammenhang mit dem Vorort Blasewitz stadtentwicklungsgeschichtlich von Belang | 09212778 |
| Weitere Bilder                          | Villa | Waldparkstraße 4 (Karte)                          | vor 1875 (Villa)                                                                                              | markanter gotisierender Wohnbau aus der zweiten Hälfte des 19. Jahrhunderts, dominiert von Stufengiebeln an der Straßen- und Gartenseite, Teil des bemerkenswerte Quartiers von Blasewitz, baugeschichtlich und stadtentwicklungsgeschichtlich, auch künstlerisch von Bedeutung | 09212781 |
| Weitere Bilder                          | Wohnhaus in offener Bebauung, mit Einfriedung | Waldparkstraße 6 (Karte)                          | 1927 (Wohnhaus)                                                                                               | Einfamilienhaus, charakteristischer Wohnbau der zwanziger Jahre in Anlehnung an Bauhausstil und Expressionismus, baugeschichtlich und künstlerisch bedeutend, als Teil von Blasewitz stadtentwicklungsgeschichtlich von Belang, zudem als einer der wenigen Bauten Bruno Pauls in Dresden mit Seltenheitswert | 09212782 |
|                                         | Villa mit Gartenplastik, Garten und Einfriedung | Waldparkstraße 7 (Karte)                          | 2. Hälfte 19. Jh. (Villa)                                                                                     | trotz mancher Veränderungen beeindruckende historistische Villa, dominiert von hohem Turm, baugeschichtlich bedeutend, im Zusammenhang mit dem Vorort Blasewitz stadtentwicklungsgeschichtlich von Belang | 09212777 |
| Weitere Bilder                          | Villa mit Ecklaube und Einfriedung | Waldparkstraße 10 (Karte)                         | nach 1875 (Villa), um 1905 (Gartenlaube)                                                                      | markanter historisierender Bau mit Anklängen an den Schweizerhausstil, baugeschichtlich künstlerisch bedeutend, im Zusammenhang mit dem Vorort Blasewitz auch stadtentwicklungsgeschichtlich von Belang. | 09212701 |
|                                         | Brunnenplastik mit Putto | Waldparkstraße 11 (Karte)                         | Ende 19. Jh. (Brunnen)                                                                                        | künstlerisch wertvoll, im Zusammenhang mit dem Vorort Blasewitz auch stadtentwicklungsgeschichtlich von Belang | 09213015 |
|                                         | Wohnanlage an der Schaufußstraße und der Wehlener Straße, dazu Einfriedung | Wehlener Straße 7 (Karte)                         | um 1910 (Mehrfamilienwohnhaus)                                                                                | Gruppe von vier Wohnhäusern mit unterschiedlichen Grundrissen, aber gleichgestalteten Fassaden, in den Formen der Architektur nach 1900 mit sparsamen geometrischen Schmuckelementen des späten Jugendstils, die Treppenhäuser größtenteils mittels Farbverglasung usw. hervorgehoben, baugeschichtlich und als Teil von Neugruna stadtentwicklungsgeschichtlich bedeutend | 09212952 |

## Ehemalige Kulturdenkmale
| Bild           | Bezeichnung            | Lage                          | Datierung | Beschreibung | ID                       |
| -------------- | ---------------------- | ----------------------------- | --------- | --- | ------------------------ |
| Weitere Bilder | Villa                  | Eichstraße 1 (Karte)          |           | Villa mit Einfriedung, infolge starken Pilzbefalls am 20. Juni 2016 abgerissen                                                                        |                          |
|                | Einfriedung und Pforte | Goetheallee 35 (Karte)        |           | |                          |
|                | Wohnhaus               | Schaufußstraße 28c (Karte)    |           | |                          |
|                | Wohnhaus               | Schubertstraße 32 (Karte)     |           | |                          |
| Weitere Bilder | Villa Romana: Villa    | Tolkewitzer Straße 57 (Karte) |           | Villa; nach Brandstiftung vom November 2013 im Mai 2014 ungenehmigt abgerissen, im September 2014 Bescheid zum rekonstruierenden Wiederaufbau erteilt | Wikidata-Objekt anzeigen |

## Ausführliche Denkmaltexte
1. ↑  
Schillergarten – ursprüngliches Gartenlokal (1730) als „Fleischersche Schenke“ bekannt und von Friedrich Schiller besucht, 1859 Errichtung eines Schiller-Denkmals im angrenzenden Garten, seither Schillergarten genannt, 1895 Neubau mit Fachwerk von Karl Emil Scherz errichtet, 1986 Schließung der Gastwirtschaft wegen starkem Verfall, nach 1990 restauriert, 2002 durch das Hochwasser der Elbe schwer beschädigt, nach Sanierung 2004 wiedereröffnet
ehemaliges Kino, ursprünglich Eiskeller, 1911 Umbau zum Filmtheater für bis zu 200 Besucher, nach 1945 lange Zeit Lager des Progress-Filmverleihs, heutige Nutzung für den Biergarten der Gastwirtschaft Schillergarten.
2. ↑  
Die Villa mit Einfriedung und vier Gartenplastiken Sebastian-Bach-Straße 17 in Dresden, OT Blasewitz war das Wohnhaus des bekannten Architekten und Ortschronisten Karl Emil Scherz. Sie wurde durch seinen Vater, den Baumeister Karl August Scherz im Jahr 1875 errichtet. Im Jahr 1912 unterzog Scherz Junior das Haus einer grundlegenden Renovierung die offenbar auch mit Umbautem einherging. Dabei behielt er die ursprüngliche, einfache Gestaltung bei. Im benachbarten, 1872 ebenfalls durch den Vater errichteten Elternhaus (Sebastian-Bach-Straße 15) befand sich sein Büro (»Bureau für Architektur und Bauausführung«).
Der hier zu beurteilend leicht historisierende Bau von Vater und Sohn Scherz erscheint als einfaches, aber nicht gänzlich schmuckloses Landhaus. Dessen schmaler, längsrechteckiger Baukörper zeigt eine symmetrische Straßenfassade dominiert von einem Mittelrisalit einschließlich verschieferter Gaupe und bekrönendem Medaillon mit Hirschkopf. Im Obergeschoss finden sich vier  Segment- und Dreiecksgiebel über den Fenstern. In den Giebeln erscheinen ältere, auf den verputzten Wandflächen an den Öffnungen jüngere Stuckelemente. Bei letzteren handelt es sich um stilisierte florale Ornamente in Form von Fruchtschalen und Gehängen, die von 1912 stammen. Besonders reich ist die Dekoration am rückwärtigen Eingang, belebt von stark plastischen Weinmotiven, die einen Sinnspruch rahmen. Charakteristisch ist vor allem die von Scherz Junior an der Nordseite angebrachte, zweigeschossige und verglaste Holzveranda, die bezeichnend für das Werk des Architekten ist.  Künstlerisch augenfällig sind weiterhin die im Garten
aufgestellten Plastiken, welche vermutlich während der Renovierung hinzugekommen sind. Sie wurden aus Betonwerkstein geschaffen.
Die Denkmaleigenschaft der Villa Sebastian-Bach-Straße 17 in Blasewitz ergibt sich aus dem Zeugniswert für die Architektur des Historismus im ausgehenden 19. Jahrhundert und die Dekorationsformen der Zeit von 1912. Als  Wohnhaus von Karl Emil Scherz hat sie zudem eine herausragende personengeschichtliche und ortgeschichtliche Bedeutung.
3. ↑  
Bei der Sebastian-Bach-Straße 18 in Dresden, OT Blasewitz handelt sich um ein markantes historisierendes Villengebäude aus dem späten 19.Jahrhundert. Der zweigeschossige Bau mit Walmdach wird durch einen nach links verrückten übergiebelten Risalit mit aufwendigem Holzzierrat und die mittels
spitzer Haube und Vorbau betonte Ecke an der rechten Seite dominiert. Die Straßenfassade beleben gotisierende Motive wie Spitzbögen, vor allem am Risalit. Die Denkmaleigenschaft des Anwesens ergibt sich aus dem Zeugniswert für den Historismus. Diese bis um 1900 vorherrschende Architekturepoche war durch das Nachahmen früherer Stile, wie Romanik, Gotik usw. gekennzeichnet. Zudem besitzt der gestalterisch anspruchsvolle und das ästhetische Empfinden eines Betrachters auf besondere Weise ansprechende Bau auch einen künstlerischen sowie als Teil des bedeutsamen Stadtteils Blasewitz einen stadtentwicklungsgeschichtlichen Wert.
4. ↑  
Der im klassischen Landhausstil des dritten Viertels des 19. Jahrhunderts errichtete schlichte, zweigeschossige Bau Sebastian-Bach-Straße 22 in Dresden, OT Blasewitz war 1883–1884 Wohnsitz des Schriftstellers Karl May. Er wird von einem dreigeschossigen, übergiebelten Mittelrisalit dominiert. Die Straßenfassade zeichnet sich durch eine ausgewogenene, axial gegliederte Fassade aus. Bemerkenswert ist auch der originale feingliedrige Jugendstilzaun, welcher das Anwesen nach der Straße abschirmt. Die Denkmaleigenschaft des Anwesens ergibt sich vor allem aus der personengeschichtlichen Bedeutung als Wohnhaus von Karl May. Zudem besitzt der schlichte, im bedeutsamen Stadtteil Blasewitz gelegene Bau mit diesem auch einen stadtentwicklungsgeschichtlichen Wert.
Mays Roman Waldröschen und Teile von Die Liebe des Ulanen wurden hier vom Autor verfasst, seit 1991 mit Gedenktafel für May.
5. ↑  
Der Ende des 19. Jahrhunderts errichtete Bau Sebastian-Bach-Straße 24 in Dresden, OT Blasewitz erscheint als charakteristisches Stilvilla des Historismus. An der Straßenfront des zweigeschossigen Hauses finden sich vor allem Gestaltungselemente der Gotik und der Renaissance, Maßwerkformen und Schweifgiebel. Abgeschlossen wird das Grundstück von einem markanten Jugendstilzaun. Die Denkmaleigenschaft des Anwesens ergibt sich aus dem Zeugniswert vor allem für den Historismus. Diese bis um 1900 vorherrschende Architekturepoche war durch das Nachahmen früherer Stile, wie Romanik, Gotik usw. gekennzeichnet. Zudem besitzt der auffällige, im bedeutsamen Stadtteil Blasewitz gelegene Bau mit diesem auch einen stadtentwicklungsgeschichtlichen Wert.
6. ↑  
Mit seiner breitgelagerten Hauptfront der Kretschmerstraße erscheint die 1874–1876 erbaute und 1900 erweiterte Blasewitzer Bürgerschule als charakteristischer historisierender Bau seiner Zeit, dessen Gestaltung mit Schmuckgiebel, charakteristischen Fenstergewänden usw. sich vor allem an der Deutschen Renaissance orientierte. Der 1876 fertiggestellten Flügel an der Wägnerstraße wurde 1900 um einen umfänglichen Trakt an der Kretschmerstraße erweitert. Der ältere Teil stammt von den Architekten Giese und Weidner, die Erweiterung von Karl Emil Scherz von 1900. Das Nebengebäude an der Ecke Wägnerstraße und Brucknerstraße war möglicherweise die sogenannte Übelsche Villa, die 1910 von Karl Emil Scherz zur Höheren Mädchenschule umgebaut wurde. Die Denkmaleigenschaft des Schulkomplexes ergibt sich aus dem Zeugniswert für den Historismus. Diese bis um 1900 vorherrschende Architekturepoche war durch das Nachahmen früherer Stile, wie Romanik, Gotik usw. gekennzeichnet. Außerdem besitzen die gestalterisch auffälligen und das ästhetische Empfinden eines Betrachters auf besondere Weise ansprechenden Bauten des Komplexes auch einen künstlerischen sowie als Teil des bedeutsamen Stadtteils Blasewitz einen stadtentwicklungsgeschichtlichen Wert. Hinzu kommt dessen ortsgeschichtlicher Wert als frühere Ausbildungsstätte des einst selbständigen Ortes.
als einfache Volksschule eingeweiht, ab 1898 Bürgerschule, später 63. Volksschule, heute 63. Grundschule, seit 2006 nach dem Komponisten Johann Gottlieb Naumann benannt.
7. ↑  
Das Anwesen Waldparkstraße 1 in Dresden, OT Blasewitz wurde für den aus Limbach stammenden Kaufmann Gustav Siems errichtet. Die Villa ist ein Bau aus der Frühphase des architektonischen Schaffens von Emil Scherz, einem seiner Zeit in Blasewitz ansässigen und lokal bekannten Architekten. Der 1889 entstandene historistische Villenbau mit Klinkerfassade zeigt an der Nordseite eine gestalterisch auffällige, hölzerne Veranda mit Austritt. Sein massiver, kompakter Baukörper wird von einem unregelmäßigen Dach abgeschlossen. Mit den Eckbetonungen und den beiden von Dreiecksgiebeln bekrönten vorderen Risaliten lehnte sich Scherz bei der Ausführung der Villa an die Deutsche Renaissance an. Dabei ist der Bau mit allen seinen Schmuck- und Gliederungselementen weitestgehend erhalten geblieben und bildet somit ein ausgesprochen anschauliches und prägnantes Zeugnis des Historismus, einer Architekturepoche, die durch das Nachahmen vorausgegangener Stile, wie Gotik, Renaissance und Barock, gekennzeichnet war. Hervorzuheben ist der Mittelrisalit am Vogesenweg, der mit besonderem Dekor und ornamentiertem Segmentgiebel über dem Portal geschmückt ist. Es wird durch einen Schlussstein mit Löwenkopf betont. Die Villa Siems fügt sich mit ihrem Garten und der Einfriedung in den Waldpark mit den umliegenden Villengrundstücken ein und steht gleichzeitig monumental sowohl zur Waldparkstraße als auch zum Vogesenweg. Heute beherbergt das Gebäude ein Pflegeheim. Die Denkmaleigenschaft der Waldparkstraße 1 in Blasewitz ergibt sich aus dem Zeugniswert für den Historismus im ausgehenden 19. Jahrhundert, hier als Adaption der Deutschen Renaissance. Dabei besitzt er mit einer Vielzahl schmückender Elemente einen künstlerischen Wert und ist zudem als Teil der Waldpark- und Villenanlage sowie des Quartiers landschaftsgestalterisch und stadtentwicklungsgeschichtlich bedeutend.
8. ↑  
Der markante Bau mit Zierfachwerk und weiten Dachüberständen im Sinne des Schweizerhausstils wurde für Adolf Schwabe und seine Familie errichtet. Entwurf und wohl auch Ausführung des nach 1875 entstanden landhausartigen Gebäudes lagen in den Händen des Baumeisters Friedrich Hartmann. Die schlichte, aber auffällige Laube an der Ecke ist um 1905 oder etwas später hinzugekommen. Das Anwesen wird durch eine Einfriedung aus Sandsteinpfeilern und eiserne Zaunsfeldern von der Umgebung abgeschirmt. Durch seine Ecklage kommt es städtebaulich stärker zur Geltung als die umliegende Bebauung. Als weitgehend original erhaltenes Landhaus aus der zweiten Hälfte des 19. Jahrhunderts mit Anklängen an den damals weit verbreiteten und charakteristischen Schweizerhausstil ist die Waldparkstraße 10 in Blasewitz vor allem baugeschichtlich bedeutend. Mit ihrer außergewöhnlichen Gestaltung einschließlich der aufgemalten Ornamentik, die das ästhetische Empfinden eines Betrachters in besonderem Maße anspricht, hat sie auch einen künstlerischen Wert. Im Zusammenhang mit dem einzigartigen Villenquartier Blasewitz ist das hier zu beurteilende Anwesen auch städtebaulich von Belang.